# Памятные монеты Армении
Памятные и юбилейные монеты выпускаются Центральным банком Республики Армения начиная с 1994 года из драгоценных (золото 585-й, 900-й и 999-й пробы и серебро 925-й и 999-й пробы) и недрагоценных металлов (медно-никелевый сплав, сталь с латунным покрытием, латунь).
Золотые монеты были выпущены номиналом в 100, 500, 1000, 5000, 10 000, 25 000, 50 000, 100 000, 200 000 и 1 000 000 драмов, серебряные — 5, 10, 25, 75, 100, 200, 500, 1000, 1957, 2000, 5000, 10 000, 20 000 и 30 100 драмов, медно-никелевые — 100 драмов, стальные с латунным покрытием — 50 драмов, латунные — 200 драмов.
В связи с отсутствием в стране собственного монетного двора все монеты чеканятся за рубежом: на монетных дворах Австрии, Великобритании, Германии, Литвы, Нидерландов, Польши, России, Словакии, США, Финляндии и Чехии.

## Статистика
По состоянию на ноябрь 2023 года было выпущено 488 разновидностей монет, в том числе 4 — из мельхиора, 11 — из стали с латунным покрытием, 6 — из латуни, 348 — из серебра (188 — 925-й пробы и 169 — 999-й пробы) и 119 — из золота (3 — 585-й пробы, 48 — 900-й пробы, 68 — 999-й пробы).
| Сводная таблица выпуска монет по годам и материалу | Сводная таблица выпуска монет по годам и материалу | Сводная таблица выпуска монет по годам и материалу | Сводная таблица выпуска монет по годам и материалу | Сводная таблица выпуска монет по годам и материалу | Сводная таблица выпуска монет по годам и материалу | Сводная таблица выпуска монет по годам и материалу | Сводная таблица выпуска монет по годам и материалу | Сводная таблица выпуска монет по годам и материалу | Сводная таблица выпуска монет по годам и материалу | Сводная таблица выпуска монет по годам и материалу | Сводная таблица выпуска монет по годам и материалу | Сводная таблица выпуска монет по годам и материалу | Сводная таблица выпуска монет по годам и материалу | Сводная таблица выпуска монет по годам и материалу | Сводная таблица выпуска монет по годам и материалу | Сводная таблица выпуска монет по годам и материалу | Сводная таблица выпуска монет по годам и материалу | Сводная таблица выпуска монет по годам и материалу | Сводная таблица выпуска монет по годам и материалу | Сводная таблица выпуска монет по годам и материалу | Сводная таблица выпуска монет по годам и материалу | Сводная таблица выпуска монет по годам и материалу | Сводная таблица выпуска монет по годам и материалу | Сводная таблица выпуска монет по годам и материалу | Сводная таблица выпуска монет по годам и материалу | Сводная таблица выпуска монет по годам и материалу | Сводная таблица выпуска монет по годам и материалу | Сводная таблица выпуска монет по годам и материалу | Сводная таблица выпуска монет по годам и материалу | Сводная таблица выпуска монет по годам и материалу | Сводная таблица выпуска монет по годам и материалу |
|                                                    | 1994                                               | 1995                                               | 1996                                               | 1997                                               | 1998                                               | 1999                                               | 2000                                               | 2001                                               | 2002                                               | 2003                                               | 2004                                               | 2005                                               | 2006                                               | 2007                                               | 2008                                               | 2009                                               | 2010                                               | 2011                                               | 2012                                               | 2013                                               | 2014                                               | 2015                                               | 2016                                               | 2017                                               | 2018                                               | 2019                                               | 2020                                               | 2021                                               | 2022                                               | 2023                                               | Всего                                              |
| -------------------------------------------------- | -------------------------------------------------- | -------------------------------------------------- | -------------------------------------------------- | -------------------------------------------------- | -------------------------------------------------- | -------------------------------------------------- | -------------------------------------------------- | -------------------------------------------------- | -------------------------------------------------- | -------------------------------------------------- | -------------------------------------------------- | -------------------------------------------------- | -------------------------------------------------- | -------------------------------------------------- | -------------------------------------------------- | -------------------------------------------------- | -------------------------------------------------- | -------------------------------------------------- | -------------------------------------------------- | -------------------------------------------------- | -------------------------------------------------- | -------------------------------------------------- | -------------------------------------------------- | -------------------------------------------------- | -------------------------------------------------- | -------------------------------------------------- | -------------------------------------------------- | -------------------------------------------------- | -------------------------------------------------- | -------------------------------------------------- | -------------------------------------------------- |
| Мельхиор                                           |                                                    |                                                    | 1                                                  | 2                                                  | 1                                                  |                                                    |                                                    |                                                    |                                                    |                                                    |                                                    |                                                    |                                                    |                                                    |                                                    |                                                    |                                                    |                                                    |                                                    |                                                    |                                                    |                                                    |                                                    |                                                    |                                                    |                                                    |                                                    |                                                    |                                                    |                                                    | 4                                                  |
| Сталь, плак. латунью                               |                                                    |                                                    |                                                    |                                                    |                                                    |                                                    |                                                    |                                                    |                                                    |                                                    |                                                    |                                                    |                                                    |                                                    |                                                    |                                                    |                                                    |                                                    | 11                                                 |                                                    |                                                    |                                                    |                                                    |                                                    |                                                    |                                                    |                                                    |                                                    |                                                    |                                                    | 11                                                 |
| Латунь                                             |                                                    |                                                    |                                                    |                                                    |                                                    |                                                    |                                                    |                                                    |                                                    |                                                    |                                                    |                                                    |                                                    |                                                    |                                                    |                                                    |                                                    |                                                    |                                                    |                                                    | 6                                                  |                                                    |                                                    |                                                    |                                                    |                                                    |                                                    |                                                    |                                                    |                                                    | 6                                                  |
| Серебро-925                                        | 1                                                  | 1                                                  | 1                                                  | 1                                                  | 3                                                  |                                                    | 1                                                  | 4                                                  | 2                                                  | 1                                                  | 1                                                  | 5                                                  | 8                                                  | 9                                                  | 19                                                 | 3                                                  | 10                                                 | 13                                                 | 13                                                 | 4                                                  | 5                                                  | 6                                                  | 9                                                  | 7                                                  | 31                                                 | 7                                                  | 6                                                  | 8                                                  | 4                                                  | 5                                                  | 188                                                |
| Серебро-999                                        | 5                                                  | 5                                                  | 1                                                  | 1                                                  | 5                                                  | 5                                                  |                                                    |                                                    |                                                    |                                                    | 1                                                  |                                                    |                                                    |                                                    |                                                    | 1                                                  | 4                                                  | 3                                                  | 7                                                  | 47                                                 | 11                                                 | 7                                                  | 7                                                  | 7                                                  | 7                                                  | 7                                                  | 8                                                  | 7                                                  | 7                                                  | 7                                                  | 160                                                |
| Золото-585                                         |                                                    |                                                    |                                                    |                                                    |                                                    |                                                    |                                                    |                                                    |                                                    | 1                                                  |                                                    |                                                    |                                                    |                                                    |                                                    |                                                    |                                                    | 2                                                  |                                                    |                                                    |                                                    |                                                    |                                                    |                                                    |                                                    |                                                    |                                                    |                                                    |                                                    |                                                    | 3                                                  |
| Золото-900                                         |                                                    |                                                    |                                                    | 1                                                  | 2                                                  | 3                                                  |                                                    |                                                    |                                                    |                                                    |                                                    |                                                    | 2                                                  | 4                                                  | 8                                                  | 8                                                  | 2                                                  | 2                                                  | 3                                                  | 1                                                  | 1                                                  |                                                    | 1                                                  | 4                                                  |                                                    | 2                                                  | 2                                                  |                                                    | 2                                                  |                                                    | 48                                                 |
| Золото-999                                         |                                                    |                                                    |                                                    |                                                    |                                                    |                                                    |                                                    |                                                    | 2                                                  |                                                    | 1                                                  | 2                                                  | 1                                                  |                                                    | 1                                                  |                                                    |                                                    | 1                                                  |                                                    | 39                                                 |                                                    |                                                    | 1                                                  | 4                                                  |                                                    |                                                    | 4                                                  | 4                                                  | 4                                                  | 4                                                  | 68                                                 |
| Всего                                              | 6                                                  | 6                                                  | 3                                                  | 5                                                  | 11                                                 | 8                                                  | 1                                                  | 4                                                  | 4                                                  | 2                                                  | 3                                                  | 7                                                  | 11                                                 | 13                                                 | 28                                                 | 12                                                 | 16                                                 | 21                                                 | 34                                                 | 91                                                 | 23                                                 | 13                                                 | 16                                                 | 22                                                 | 38                                                 | 16                                                 | 20                                                 | 19                                                 | 17                                                 | 16                                                 | 488                                                |

## Монеты из недрагоценных металлов

### 100 драмов
Монеты номиналом 100 драмов отчеканены из медно-никелевого сплава в качестве UNC на Королевском монетном дворе Великобритании.
Аверс: герб и название государства (арм. ՀԱՅԱՍՏԱՆԻ ՀԱՆՐԱՊԵՏՈՒԹՅՈՒՆ), номинал, год выпуска. Гурт рубчатый.
Автор эскизов монеты «Кавказская выдра»: Рубен Артучян, остальных — Грачья Асланян.
Монеты «XXXII Шахматная олимпиада», «Кавказская выдра» и «Армянская чайка» также были выпущены в варианте из серебра 925-й пробы.
| 1996 | | XXXII Шахматная олимпиада             |
| 1996 | Реверс: эмблема олимпиады в виде аиста за шахматной доской, год проведения олимпиады (1996), надписи на англ. XXXII CHESS OLYMPIAD и англ. YEREVAN ARMENIA, окантовка из точек. Диаметр: 28,5 мм. Масса: 10,9 г. Тираж: 200 000 шт. Отчеканены аналогичные памятные монеты тиражом 2000 шт. в качестве proof. |                                       |
| 1997 | | 100 лет со дня рождения Егише Чаренца |
| 1997 | Реверс: портрет Егише Чаренца, псевдоним поэта на арм. ՉԱՐԵՆՑ и англ. CHARENTS, даты юбилея «1897-1997» и число «100». Диаметр: 28,5 мм. Масса: 10,9 г. Тираж: [уточнить]. |                                       |
| 1997 | | Кавказская выдра                      |
| 1997 | Реверс: изображение кавказской выдры, надпись на англ. WWF CONSERVING NATURE '97 — «Программа WWF по охране природы '97», название животного на арм. ԿՈՎԿԱՍՅԱՆ ՋՐԱՍԱՄՈՒՅՐ и англ. CAUCASIAN OTTER. Диаметр: 38,61 мм. Масса: 28,28 г. Тираж: 50 000 шт.                                                       |                                       |
| 1998 | | Армянская чайка                       |
| 1998 | Реверс: изображение армянской чайки на фоне озера Севан, надпись на англ. WWF CONSERVING NATURE '98 — «Программа WWF по охране природы '98», название птицы на арм. ՀԱՅԿԱԿԱՆ ՈՐՈՐ и англ. ARMENIAN GULL. Диаметр: 38,61 мм. Масса: 28,28 г. Тираж: 50 000 шт.                                                 |                                       |

### Серия «Регионы Армении»
Монеты серии номиналом 50 драмов массой 3,5 г и диаметром 21,5 мм отчеканены из стали с латунным покрытием в качестве UNC на монетном дворе Финляндии.
Аверс: номинал в орнаментальном обрамлении.
Реверс: изображение достопримечательности, символа или сцены из соответствующего региона и год выпуска, название банка-эмитента (арм. ՀԱՅԱՍՏԱՆԻ ՀԱՆՐԱՊԵՏՈՒԹՅԱՆ ԿԵՆՏՐՈՆԱԿԱՆ ԲԱՆԿ) и региона на государственном языке. Гурт рубчатый.
Авторы эскизов: Эдуард Кургинян и Карапет Абраамян. Тираж каждой монеты — 60 000 шт.
| 2012 |  | Ереван (арм. ԵՐԵՎԱՆ) Реверс: памятник Давиду Сасунскому на площади перед ж/д вокзалом в Ереване      |     | 2012 |                                                                            | Котайкская область (арм. ԿՈՏԱՅՔԻ ՄԱՐԶ) Реверс: языческий храм Гарни |
| 2012 |  | Арагацотнская область (арм. ԱՐԱԳԱԾՈՏՆԻ ՄԱՐԶ) Реверс: Бюраканская обсерватория                        |     | 2012 | Лорийская область (арм. ԼՈՌՈՒ ՄԱՐԶ) Реверс: монастырь Ахпат                |                                                                     |
| 2012 |  | Араратская область (арм. ԱՐԱՐԱՏԻ ՄԱՐԶ) Реверс: гора Арарат и монастырь Хор Вирап                     |     | 2012 | Сюникская область (арм. ՍՅՈՒՆԻՔԻ ՄԱՐԶ) Реверс: Ворота Сюника               |                                                                     |
| 2012 |  | Армавирская область (арм. ԱՐՄԱՎԻՐԻ ՄԱՐԶ) Реверс: мемориал из Сардарапата                             |     | 2012 | Тавушская область (арм. ՏԱՎՈՒՇԻ ՄԱՐԶ) Реверс: Тавушская крепость           |                                                                     |
| 2012 |  | Вайоцдзорская область (арм. ՎԱՅՈՑ ՁՈՐԻ ՄԱՐԶ) Реверс: безоаровый козёл                                |     | 2012 | Ширакская область (арм. ՇԻՐԱԿԻ ՄԱՐԶ) Реверс: конная повозка на улице Гюмри |                                                                     |
| 2012 |  | Гехаркуникская область (арм. ԳԵՂԱՐՔՈՒՆԻՔԻ ՄԱՐԶ) Реверс: Севанский полуостров с монастырём Севанаванк | Арк | Арк  |                                                                            |                                                                     |

### Серия «Дикие деревья Армении»
Монеты серии номиналом 200 драмов массой 4,5 г и диаметром 24 мм отчеканены из латуни в качестве UNC на монетном дворе Кремницы.
Аверс: номинал (арм. 200 ԴՐԱՄ) в орнаментальном обрамлении.
Реверс: изображение ветви соответствующего дерева, его название на латинском языке и год выпуска, название банка-эмитента (арм. ՀԱՅԱՍՏԱՆԻ ՀԱՆՐԱՊԵՏՈՒԹՅԱՆ ԿԵՆՏՐՈՆԱԿԱՆ ԲԱՆԿ) и дерева на армянском языке. Гурт рубчатый.
Авторы эскизов: Эдуард Кургинян и Карапет Абраамян. Тираж каждой монеты — 200 000 шт.
| 2014 |  | Дуб араксинский лат. Quercus araxina арм. ԿԱՂՆԻ   |  | 2014 |                                                     | Бук восточный лат. Fagus orientalis арм. ՀԱՃԱՐԵՆԻ |
| 2014 |  | Ива вавилонская лат. Salix babylonica арм. ՈՒՌԵՆԻ |  | 2014 | Платан восточный лат. Platanus orientalis арм. ՍՈՍԻ |                                                   |
| 2014 |  | Сосна Коха лат. Pinus kochiana арм. ՍՈՃԻ          |  | 2014 | Осина лат. Populus tremula арм. ԲԱՐԴԻ               |                                                   |

## Монеты из серебра

### Серия «Армянская государственность»
Монеты серии номиналом 500 драмов массой 155,5 г и диаметром 63 мм отчеканены из серебра 999-й пробы в качестве proof фирмой Lialoosin Co (США).
Аверс: герб и название государства, номинал и год выпуска.
Реверс: название серии на арм. ՀԱՅՈՑ ՊԵՏԱԿԱՆՈՒԹՅԱՆ, окантовка из точек.
Гурт гладкий с надписью 5TO .999 AG и номером. Автор эскизов: Грачья Асланян. Тираж каждой монеты — 300 шт.
| 1995 |  | Царство Арташесидов арм. ԱՐՏԱՇԵՍՅԱՆ ԹԱԳԱՎՈՐՈՒԹՅՈՒՆ  |         | 1995    |                                                        | Киликийское царство арм. ԿԻԼԻԿՅԱՆ ԹԱԳԱՎՈՐՈՒԹՅՈՒՆ |
| 1995 |  | Царство Аршакидов арм. ԱՐՇԱԿՈՒՆՅԱՑ ԹԱԳԱՎՈՐՈՒԹՅՈՒՆ   |         | 1995    | Здание Национального собрания арм. ԱԶԳԱՅԻՆ ԺՈՂՈՎ ՇԵՆՔԸ |                                                  |
| 1995 |  | Царство Багратидов арм. ԲԱԳՐԱՏՈՒՆՅԱՑ ԹԱԳԱՎՈՐՈՒԹՅՈՒՆ | Аркапек | Аркапек | Аркапек                                                |                                                  |

### Монеты, посвящённые спорту
| 1996 | | XXXII Шахматная олимпиада      |
| 1996 | Аверс: герб и название государства, номинал и год выпуска. Реверс: символ олимпиады в виде шахматного поля на фоне Арарата и её эмблема в виде аиста с шахматной доской, надпись на англ. 32 CHESS OLIMPIAD YEREVAN 96 — «32-я шахматная олимпиада Ереван 96». Гурт гладкий с надписью[уточнить]. Автор эскизов: [уточнить]. Отчеканена на Королевском монетном дворе Великобритании. Номинал: 100 драмов. Материал: серебро-999. Качество: proof. Масса: 31,10 г. Диаметр: 38,00 мм. Тираж: 2000 шт. Арк                                    |                                |
| 1996 | | XXXII Шахматная олимпиада      |
| 1996 | Аверс: герб и название государства, номинал и год выпуска. Реверс: эмблема олимпиады в виде аиста за шахматной доской, год её проведения (1996), надписи на англ. XXXII CHESS OLYMPIAD — «XXXII Шахматная олимпиада» и англ. YEREVAN ARMENIA — «Ереван Армения». Гурт рубчатый. Автор эскизов: Грачья Асланян. Отчеканена на Королевском монетном дворе Великобритании. Номинал: 100 драмов. Материал: серебро-925. Качество: proof. Масса: 28,28 г. Диаметр: 31,00 мм. Тираж: 10 000 шт.                                                    |                                |
| 1998 | | Чемпионат мира по футболу 1998 |
| 1998 | Аверс: герб и название государства, номинал и год выпуска. Реверс: два футболиста с мячом на фоне карты Франции, надписи на англ. WORLD CUP • — «Кубок мира •» и арм. ՖՈՒՏԲՈԼԻ ԱՇԽԱՐՀԻ ԱՌԱՋՆՈՒԹՅՈՒՆ • ՖՐԱՆՍԻԱ 1998 • — «Чемпионат мира по футболу • Франция 1998 •». Гурт рубчатый. Автор эскизов: [уточнить]. Отчеканена на Королевском монетном дворе Великобритании. Номинал: 100 драмов. Материал: серебро-925. Качество: proof. Масса: 28,28 г. Диаметр: 38,61 мм. Тираж: до 10 000 шт.                                                 |                                |
| 1998 | | XVIII зимние Олимпийские игры  |
| 1998 | Аверс: герб и название государства, номинал и год выпуска. Реверс: фигура и силуэт лыжника, надпись «XVIII зимние Олимпийские игры» на англ. THE XVIII OLINPIC WINTER GAMES и арм. XVIII ՁՄԵՌԱՅԻՆ ՕԼԻՄՊԻԱԿԱՆ ԽԱՂԵՐ. Гурт рубчатый. Автор эскизов: [уточнить]. Отчеканена на Королевском монетном дворе Великобритании. Номинал: 100 драмов. Материал: серебро-925. Качество: proof. Масса: 28,28 г. Диаметр: 38,61 мм. Тираж: до 10 000 шт.                                                                                                  |                                |
| 1999 | | I Панармянские игры            |
| 1999 | Аверс: герб и название государства, номинал и год выпуска. Реверс: эмблема игр, надпись «Первые Панармянские игры» на англ. FIRST PAN - ARMENIAN GAMES и арм. ԱՌԱՋԻՆ ՀԱՄԱՀԱՅԿԱԿԱՆ ԽԱՂԵՐ. Гурт гладкий с номером. Автор эскизов: [уточнить]. Отчеканена на Королевском монетном дворе Нидерландов. Номинал: 5000 драмов. Материал: серебро-999. Качество: proof. Масса: 31,10 г. Диаметр: 38,00 мм. Тираж: 500 шт. |                                |
| 2004 | | Чемпионат мира по футболу 2006 |
| 2004 | Аверс: герб и название государства на армянском и английском языках, номинал и год выпуска. Реверс: сцена футбола, логотип чемпионата, надпись на англ. 2006 FIFA WORLD CUP GERMANY™ — «2006 Чемпионат мира ФИФА Германия». Гурт гладкий. Автор эскизов: [уточнить]. Отчеканена на Польском монетном дворе. Номинал: 100 драмов. Материал: серебро-925. Качество: proof. Масса: 28,28 г. Диаметр: 38,61 мм. Тираж: 50 000 шт. |                                |
| 2014 | | Чемпионат мира по футболу 2014 |
| 2014 | Аверс: герб и название государства на армянском и английском языках, номинал, год выпуска и знак монетного двора. Реверс: названия (на английском языке) и флаги стран-участниц чемпионата, надпись на англ. 2014 FIFA WORLD CUP™ — «2014 Чемпионат мира ФИФА», окантовка из точек. Гурт рубчатый. Автор эскизов: Münzhandelsgesellschaft Deutsche Münze. Отчеканена фирмой Leipziger Edelmetall Verarbeitung. Номинал: 100 драмов. Материал: серебро-925. Качество: proof. Масса: 20,00 г. Диаметр: 38,60 мм. Тираж: до 5000 шт.            |                                |
| 2018 | | Чемпионат мира по футболу 2018 |
| 2018 | Аверс: герб и название государства на армянском и английском языках, номинал, год выпуска и знак монетного двора. Реверс: карта городов-организаторов футбольных матчей, изображение мяча, логотип соревнования, надпись на арм. ՖՈՒՏԲՈԼԻ ԱՇԽԱՐՀԻ ԱՌԱՋՆՈՒԹՅՈՒՆ — «Чемпионат мира по футболу».. Гурт рубчатый. Автор эскизов: Münzhandelsgesellschaft Deutsche Münze. Отчеканена фирмой Leipziger Edelmetall Verarbeitung. Номинал: 100 драмов. Материал: серебро-925. Качество: proof. Масса: 20,00 г. Диаметр: 38,60 мм. Тираж: до 5000 шт. |                                |

### Серия «Животный мир в опасности»
Монеты серии номиналом 100 драмов массой 28,28 г и диаметром 38,61 мм отчеканены из серебра 925-й пробы в качестве proof на Королевском монетном дворе Великобритании.
Монеты аналогичного дизайна и номинала также были выпущены в варианте из медно-никелевого сплава.
Аверс: герб и название государства, номинал и год выпуска.
Гурт рубчатый. Автор эскизов: Грачья Асланян. Тираж каждой монеты — до 15 000 шт.
| 1997 | | Кавказская выдра |
| 1997 | Реверс: изображение кавказской выдры, надпись на англ. WWF CONSERVING NATURE '97 — «Программа WWF по охране природы '97», название животного на арм. ԿՈՎԿԱՍՅԱՆ ՋՐԱՍԱՄՈՒՅՐ и англ. CAUCASIAN OTTER       |                  |
| 1998 | | Армянская чайка  |
| 1998 | Реверс: изображение армянской чайки на фоне озера Севан, надпись на англ. WWF CONSERVING NATURE '98 — «Программа WWF по охране природы '98», название птицы на арм. ՀԱՅԿԱԿԱՆ ՈՐՈՐ и англ. ARMENIAN GULL |                  |

### Серия «1700-летие принятия христианства в Армении»
Монеты серии массой 31,1 г и диаметром 38 мм отчеканены из серебра 999-й пробы в качестве proof на Королевском монетном дворе Нидерландов. В рамках этой серии также было выпущено 3 золотые монеты.
Аверс: герб и название государства, номинал и год выпуска.
Реверс: изображение исторического памятника и его название на армянском и английском языках, надпись «христианская Армения» на арм. ՔՐԻՍՏՈՆԵԱՅ ՀԱՅԱՍՏԱՆ и англ. CHRISTIAN ARMENIA, даты юбилея «301—2001» и число «1700», окантовка из точек.
Гурт гладкий с номером. Автор эскизов: Грачья Асланян. Тираж каждой монеты — 1700 шт.
| 1998 | | Церковь Святого Григория в Ани   |
| 1998 | Реверс: фрагмент церкви Св. Георгия, название города на арм. ԱՆԻ и англ. ANI Номинал: 1000 драмов                |                                  |
| 1998 | | Монастырь Ахпат                  |
| 1998 | Реверс: хачкар из монастыря Ахпат, его название на арм. ՀԱՂՊԱՏ и англ. HAGHPAT Номинал: 1000 драмов              |                                  |
| 1998 | | Эчмиадзинский кафедральный собор |
| 1998 | Реверс: собор, надпись «Св. Эчмиадзин» на арм. Ս. ԷՋՄԻԱԾԻՆ и англ. H. ETCHMIADZIN Номинал: 1000 драмов           |                                  |
| 1999 | | Церковь Святого Креста (Ахтамар) |
| 1999 | Реверс: вид на остров Ахтамар с церковью, название острова на арм. ԱԽԹԱՄԱՐ и англ. AKHTAMAR Номинал: 5000 драмов |                                  |

### Серия «1600-летиеармянского алфавита»
Монеты серии номиналом 100 драмов массой 31,1 г и диаметром 40 мм отчеканены из серебра 925-й пробы в качестве proof на Чешском монетном дворе.
В рамках этой серии также была выпущена золотая монета с изображением Месропа Маштоца.
Аверс: государственный герб, номинал и год выпуска, название банка-эмитента.
Реверс: армянский алфавит, фигура деятеля и его имя на армянском, национальный орнамент и надписи на арм. ՀԱՅՈՑ ԳՐԵՐԻ ԳՅՈՒՏԻ — «Создание армянского алфавита» и на англ. 1600 ANNIVERSARY OF ARMENIAN ALPHABET — «1600-летие армянского алфавита».
Гурт рубчатый. Автор эскизов: Вардан Варданян. Тираж каждой монеты — 500 штук.
| 2005 |  | Саак Партев арм. ՍԱՀԱԿ ՊԱՐԹԵՎ |  | 2005 |  | Царь Врамшапух арм. ՎՌԱՄՇԱՊՈՒՀ ԱՐՔԱ |

### Серия «Красная книга Армении»
Монеты серии номиналом 100 драмов массой 28,28 г и диаметром 38,61 мм отчеканены из серебра 925-й пробы в качестве UNC на Польском монетном дворе.
Аверс: герб и название государства на армянском и английском языках, номинал и год выпуска.
Реверс: изображение животного, его название на латыни и армянском языке, красные линии.
Гурт гладкий. Авторы эскизов: Анджей и Роусана Новаковски. Тираж каждой монеты — до 3000 штук.
Ошибки и неточности: на монете с изображением ушастого ежа в латинском названии указан не использующийся синоним (Erinaceus), с широконоской — фамилия автора данного латинского названия (Linnaeus), у переднеазиатского леопарда указан не использующийся синоним (Panthera pardus tullianus), к тому же написанный грамматически неверно — tullianus вместо tulliana. Также неверное написание у латинского названия армянского муфлона — Ovis ammon gmelin, вместо Ovis ammon gmelinii. На монете с изображением круглоголовки написано ԿՈՐԱԳԼՈՒԽ вместо ԿԼՈՐԱԳԼՈՒԽ.
| 2006 |  | Сирийский бурый медведь лат. Ursus arctos syriacus арм. ԱՆԴՐԿՈՎԿԱՍՅԱՆ ԳՈՐՇ ԱՐՋ            |      | 2007 | | Севанская форель лат. Salmo ischchan арм. ԻՇԽԱՆ |
| 2006 |  | Кавказская лесная кошка лат. Felis silvestris caucasica арм. ԿՈՎԿԱՍՅԱՆ ԱՆՏԱՌԱԿԱՏՈՒ        |      | 2007 | Гадюка Радде лат. Montivipera raddei арм. ՀԱՅԿԱԿԱՆ ԻԺ                                                               |                                                 |
| 2006 |  | Ушастый ёж лат. Hemiechinus auritus арм. ԼԱՅՆԱԿԱՆՋ ՈԶՆԻ                                   | 2008 |      | Безоаровый козёл лат. Capra aegagrus арм. ԲԵԶՈԱՐՅԱՆ ԱՅԾ                                                             |                                                 |
| 2006 |  | Средиземноморская черепаха лат. Testudo graeca арм. ՄԻՋԵՐԿՐԱԾՈՎԱՅԻՆ ԿՐԻԱ                  | 2008 |      | Закавказская такырная круглоголовка лат. Phrynocephalus helioscopus persikus арм. ԱՆԴՐԿՈՎԿԱՍՅԱՆ ՏԱԿԻՐՅԱՆ ԿԼՈՐԱԳԼՈՒԽ |                                                 |
| 2007 |  | Широконоска лат. Anas clypeata арм. ԼԱՅՆԱՔԻԹ ԲԱԴ                                          | 2008 |      | Кавказский мохноногий сыч лат. Aegolius funereus caucasicus арм. ԿՈՎԿԱՍՅԱՆ ԹԱՎՈՏՆ ԲՎԻԿ                              |                                                 |
| 2007 |  | Переднеазиатский леопард лат. Panthera pardus ciscaucasica арм. ԱՌԱՋԱՎՈՐԱՍԻԱԿԱՆ ԸՆՁԱՌՅՈՒԾ | 2008 |      | Армянский муфлон лат. Ovis ammon gmelinii арм. ՀԱՅԿԱԿԱՆ ՄՈՒՖԼՈՆ                                                     |                                                 |

### Серия «Художники»
Монеты серии номиналом 100 драмов массой 28,28 г и размерами 40,00×28,00 мм отчеканены из серебра 925-й пробы.
Гурт гладкий.
| 2006 | | Иван Айвазовский          |
| 2006 | Аверс: фрагмент картины «Шторм», герб название государства на английском и армянском языках, номинал и год выпуска. Реверс: портрет художника на фоне фрагмента картины «Чесменский бой», годы жизни и имя на англ. HOVHANNES AIVAZOVSKY. Автор эскизов: Роберт Котович. Отчеканена на Польском монетном дворе. Качество: UNC. Тираж: 5000 шт. |                           |
| 2010 | | Теодор Аксентович         |
| 2010 | Аверс: фрагмент постера художника со 2-й выставки общества «Штука», герб и название государства на английском и армянском языках, номинал. Реверс: автопортрет художника на фоне фрагмента картины «Гуцульские похороны» с его автографом, годы жизни и имя на англ. TEODOR AXENTOWICZ. Автор эскизов: Урсула Валежак. Отчеканена на Польском монетном дворе. Качество: proof. Тираж: 4000 шт.                                                                             |                           |
| 2010 | | Вардгес Суренянц          |
| 2010 | Аверс: фрагмент картины «Богоматерь», название банка-эмитента, год выпуска и номинал. Реверс: портрет художника с фотографии 1908 года, его годы жизни и имя на арм. ՎԱՐԴԳԵՍ ՍՈՒՐԵՆՅԱՆՑ и англ. VARDGES SURENIANTS. Автор эскизов: Арутюн Самуелян. Отчеканена на Королевском монетном дворе Нидерландов. Качество: proof. Тираж: 500 шт. |                           |
| 2012 | | Сергей Параджанов         |
| 2012 | Аверс: фрагмент коллажа, фото Параджанова, кинокамера на штативе, раскрытый плод граната, знак монетного двора, герб и название государства на армянском и английском языках, номинал и год выпуска. Реверс: коллаж «Памяти Фаберже», фото Параджанова, его подпись, годы жизни и имя на англ. SERGEI PARAJANOV, медаль международного кинофестиваля в Римини. Автор эскизов: Урсула Валежак. Отчеканена на Польском монетном дворе. Качество: proof-like. Тираж: 5555 шт. |                           |
| 2013 | | Степан Агаджанян          |
| 2013 | Аверс: фрагмент картины «Дочь сестры художника», название банка-эмитента, номинал и год выпуска. Реверс: палитра с кистями, автопортрет художника, его годы жизни и имя на арм. ՍՏԵՓԱՆ ԱՂԱՋԱՆՅԱՆ и англ. STEPAN AGHAJANIAN. Автор эскизов: Вардан Варданян. Отчеканена на Королевском монетном дворе Нидерландов. Качество: bUNC. Тираж: 500 шт. |                           |
| 2013 | | Ара Бекарян               |
| 2013 | Аверс: фрагмент картины «Аштарак», герб и название государства, номинал и год выпуска. Реверс: портрет художника на фоне фрагмента из сказки «Кадж Назар», его подпись, годы жизни и имя (арм. ԱՐԱ ԲԵՔԱՐՅԱՆ). Автор эскизов: Эдуард Кургинян. Отчеканена на Королевском монетном дворе Нидерландов. Качество: bUNC. Тираж: 500 шт. |                           |
| 2014 | | Эдуард Исабекян           |
| 2014 | Аверс: фрагмент картины «Юный Давид», название банка-эмитента, номинал и год выпуска. Реверс: портрет художника, рисующего карандашом, его подпись, годы жизни и имя на арм. Էդուարդ Իսաբեկյան и англ. Eduard Isabekyan, палитра. Автор эскизов: Арутюн Самуелян. Отчеканена на Литовском монетном дворе. Качество: bUNC. Тираж: 500 шт. |                           |
| 2015 | | Фанос Терлемезян          |
| 2015 | Аверс: фрагмент картины «Вид озера Ван и горы Сипан с острова Ктуц», название банка-эмитента, номинал и год выпуска. Реверс: автопортрет художника на фоне картины «Монастырь Татев», его имя (арм. ՓԱՆՈՍ ԹԵՐԼԵՄԵԶՅԱՆ) и годы жизни, надпись на арм. 150 ամյակ — «150-летие». Автор эскизов: Лусинэ Лалаян. Отчеканена на Литовском монетном дворе. Качество: bUNC. Тираж: 500 шт.                                                                                         |                           |
| 2016 | | Аршак Фетваджян           |
| 2016 | Аверс: фрагмент картины «Армянка из Эрзрума», государственный герб, название банка-эмитента, номинал и год выпуска. Реверс: фрагменты банкноты в 250 рублей образца 1919 года и картины «Ани: Церковь крепости», портрет художника, его имя на англ. ARSHAK FETVADJIAN и на арм. ԱՐՇԱԿ ՖԵԹՎԱՃՅԱՆ, надпись на арм. 150 ամյակ — «150-летие». Автор эскизов: Эдуард Кургинян. Отчеканена на Литовском монетном дворе. Качество: bUNC. Тираж: 500 шт.                          |                           |
| 2016 | | Александр Бажбеук-Меликян |
| 2016 | Аверс: картина «Лида с поднятыми руками», название банка-эмитента, номинал и год выпуска. Реверс: картина «Женщины», автопортрет художника, его имя на англ. ALEXANDER BAZHBEUK-MELIKIAN и на арм. ԱԼԵՔՍԱՆԴՐ ԲԱԺԲԵՈՒԿ-ՄԵԼԻՔՅԱՆ, надпись на арм. 125 ամյակ — «125-летие», палитра. Автор эскизов: Лусинэ Лалаян. Отчеканена на Литовском монетном дворе. Качество: bUNC. Тираж: 500 шт.                                                                                     |                           |
| 2017 | | Амо Бекназарян            |
| 2017 | Аверс: фрагмент афиши к фильму «Пэпо» и кинолента, название государства на армянском и английском языках, номинал и год выпуска. Реверс: портрет Амо Бекназаряна и кинокамера, его имя на арм. Համո Բեկնազարյան и англ. Hamo Beknazaryan, надпись на арм. 125 ամյակ — «125-летие». Автор эскизов: Сусанна Петросян. Отчеканена на Литовском монетном дворе. Качество: proof. Тираж: 500 шт.                                                                                |                           |
| 2018 | | Ованес Зардарян           |
| 2018 | Аверс: фрагмент картины Зардаряна «Весна», государственный герб, название банка-эмитента, номинал и год выпуска. Реверс: фрагмент картины Зардаряна «Стремление», цветные кисточки, портрет художника, годы жизни и имя на арм. ՀՈՎՀԱՆՆԵՍ ԶԱՐԴԱՐՅԱՆ и англ. HOVHANNES ZARDARYAN Автор эскизов: Вардан Варданян. Отчеканена на Литовском монетном дворе. Качество: bUNC. Тираж: 500 шт.                                                                                     |                           |

### Серия «Знаки зодиака»
Монеты серии номиналом 100 драмов массой 28,28 г и диаметром 38,61 мм отчеканены из серебра 925-й пробы в качестве UNC на Польском монетном дворе.
Аверс: герба и название государства на армянском и английском языках, номинал и год выпуска, кольцо из 12 символов знаков зодиака.
Реверс: на фоне стилизованного звёздного неба с вечерней зарёй — стилизованное изображение знака зодиака, его графический символ, вставка из циркона определённого цвета в виде звезды, символизирующей камень — талисман данного знака, название созвездия на латыни и русском языке.
Гурт рубчатый. Автор эскизов: Урсула Валежак. Тираж каждой монеты — до 12 000 штук.
| 2008 |  | Овен лат. Aries      |      | 2008 |                          | Весы лат. Libra |
| 2008 |  | Телец лат. Taurus    |      | 2008 | Скорпион лат. Scorpio    |                 |
| 2008 |  | Близнецы лат. Gemini |      | 2008 | Стрелец лат. Sagittarius |                 |
| 2008 |  | Рак лат. Cancer      | 2007 |      | Козерог лат. Capricorn   |                 |
| 2008 |  | Лев лат. Leo         | 2007 |      | Водолей лат. Aquarius    |                 |
| 2008 |  | Дева лат. Virgo      | 2007 |      | Рыбы лат. Pisces         |                 |

### Серия «Короли футбола»
Монеты серии номиналом 100 драмов массой 28,28 г и диаметром 38,61 мм отчеканены из серебра 925-й пробы в качестве proof на Польском монетном дворе.
Аверс: логотип серии, герб и название государства на армянском и английском языках, номинал и год выпуска.
Реверс: портрет футболиста на фоне летящего мяча с ярким шлейфом, выполненным в цветах национального флага, его псевдоним или имя с фамилией на английском языке, автограф игрока.
Гурт рубчатый. Автор эскизов: Роберт Котович. Тираж монет: «Пеле», «Эйсебио», «Лев Яшин» — до 200 тыс., «Збигнев Бонек», «Франц Беккенбауэр» — до 50 тыс., «Йохан Кройф», «Марио Кемпес», «Мишель Платини» — до 20 тыс.
| 2008 |  | Пеле англ. Pelé                           |      | 2009 |                                     | Збигнев Бонек англ. Zbigniew Boniek |
| 2008 |  | Эйсебио англ. Eusébio                     | 2010 |      | Йохан Кройф англ. Johan Cruyff      |                                     |
| 2008 |  | Лев Яшин англ. Lev Yashin                 | 2010 |      | Марио Кемпес англ. Mario Kempes     |                                     |
| 2009 |  | Франц Беккенбауэр англ. Franz Beckenbauer | 2011 |      | Мишель Платини англ. Michel Platini |                                     |

### Серия «Армянская миниатюра»
Монеты серии номиналом 1000 драмов массой 31,1 г и размерами 32×32 мм отчеканены из серебра 999-й пробы в качестве proof на монетном дворе Финляндии.
Аверс: миниатюры, герб и название государства на армянском и английском языках, номинал и год выпуска.
Реверс: миниатюра с изображением соответствующего события и его название на армянском и английском.
Гурт гладкий. Автор эскизов: Арутюн Самуелян. Тираж каждой монеты — 6000 шт.
| 2010 |  | Благовещение англ. Annunciation арм. Ավետում                               |  | 2010 |                                            | Вход Господень в Иерусалим англ. Entry into Jerusalem арм. Մուտք Երուսաղեմ |
| 2010 |  | Поклонение волхвов англ. Adoration of the Magi арм. Մոգերի երկրպագությունը |  | 2010 | Вознесение англ. Ascension арм. Համբարձում |                                                                            |

### Серия «Растения»
Монеты серии номиналом 1000 драмов массой 28,28 г и диаметром 38,61 мм отчеканены из серебра 925-й пробы в качестве proof фирмой «International Coin House» Архивная копия от 29 декабря 2016 на Wayback Machine (Швейцария) на монетном дворе «Mayer» Архивная копия от 10 июня 2017 на Wayback Machine (Германия).
Аверс: изображение частей растения и нескольких цветных полос, название государства на армянском и английском языках, номинал и год выпуска.
Реверс: изображение растения и его название на армянском и латыни, проба металла.
Гурт рубчатый. Автор эскизов: Эдуард Кургинян. Тираж каждой монеты — до 10 000 шт.
| 2010 |  | Подснежник Артющенко лат. Galanthus artjuschenkoae арм. ԳԱԼԱՆՏՈՒՍ ԱՐՏՅՈՒՇԵՆԿՈՅԻ |  | 2011 |                                                                 | Шафран Адама лат. Crocus adamii арм. ՔՐՔՈՒՍ ԱԴԱՄԻ |
| 2010 |  | Пижма зангезурская лат. Tanacetum zangezuricum арм. ԼՎԱԾԱՂԻԿ ՁԱՆԳԵՁՈՒՐԻ         |  | 2011 | Рябина армянская лат. Sorbus hajastana арм. ԱՐՈՍԵՆԻ ՀԱՅԱՍՏԱՆՅԱՆ |                                                   |

### Серия «Боевые искусства»
Монеты серии номиналом 1000 драмов массой 28,28 г и диаметром 38,61 мм отчеканены из серебра 925-й пробы в качестве proof фирмой «International Coin House» (Швейцария) на монетном дворе «Mayer» (Германия).
Аверс: изображение достопримечательности страны, откуда произошёл тот или иной вид борьбы в «позитивном» и «негативном» варианте, название государства на армянском и английском языках, номинал и год выпуска.
Реверс: изображение борцов на фоне пейзажа, название вида единоборства на армянском и латыни, проба металла.
Гурт рубчатый. Автор эскизов: Эдуард Кургинян. Тираж каждой монеты — до 5000 шт.
| 2011 |  | Дзюдо англ. JUDO арм. ՁՅՈՒԴՈ |  | 2012 |                         | Карате англ. KARATE арм. ԿԱՐԱՏԵ |
| 2011 |  | Ушу англ. WUSHU арм. ՈՒՇՈՒ   |  | 2012 | Кох англ. KOKH арм. ԿՈԽ |                                 |

### Серия «Хачкары»
Монеты серии номиналом 1000 драмов массой 25,00 г и размерами 27×47 мм отчеканены из серебра 925-й пробы в качестве UNC фирмой Coin Invest Trust (Лихтенштейн) на монетном дворе «Mayer» (Германия).
Аверс: герб и название государства на армянском и английском языках, номинал.
Реверс: изображение хачкара на фоне орнамента и стилизованного изображения соответствующего монастыря, год выпуска, время создания хачкара и название монастыря на армянском и английском языках.
Гурт рубчатый. Автор эскизов: [уточнить]. Тираж каждой монеты — до 2500 шт.
| 2011 |  | Гндеванк арм. ԳՆԴԵՎԱՆՔ             |  | 2011 |                           | Кечарис арм. ԿԵՉԱՌԻ ՎԱՆՔ |
| 2011 |  | Гошаванк арм. ԳՈՇԱՎԱՆՔ             |  | 2011 | Нораванк арм. ՆՈՐԱՎԱՆՔ    |                          |
| 2011 |  | Эчмиадзин арм. ԷՋՄԻԱԾՆԻ ՄԱՅՐ ՏԱՃԱՐ |  | 2011 | Санаин арм. ՍԱՆԱՀԻՆԻ ՎԱՆՔ |                          |

### Серия «Монастыри»
Монеты серии номиналом 1000 драмов массой 25,00 г и размерами 27×47 мм отчеканены из серебра 925-й пробы в качестве proof фирмой Coin Invest Trust (Лихтенштейн) на монетном дворе «Mayer» (Германия).
Аверс: герб и название государства на армянском и английском языках.
Реверс: изображение монастыря, орнамент, год выпуска и название монастыря на армянском и английском языках.
Гурт рубчатый. Автор эскизов: [уточнить]. Тираж каждой монеты — до 2500 шт.
| 2012 |  | Гндеванк арм. ԳՆԴԵՎԱՆՔ             |  | 2012 |                           | Кечарис арм. ԿԵՉԱՌԻ ՎԱՆՔ |
| 2012 |  | Гошаванк арм. ԳՈՇԱՎԱՆՔ             |  | 2012 | Нораванк арм. ՆՈՐԱՎԱՆՔ    |                          |
| 2012 |  | Эчмиадзин арм. ԷՋՄԻԱԾՆԻ ՄԱՅՐ ՏԱՃԱՐ |  | 2012 | Санаин арм. ՍԱՆԱՀԻՆԻ ՎԱՆՔ |                          |

### Серия «Армянский алфавит»
Монеты серии номиналом 500 драмов массой 15,55 г и диаметром 30 мм отчеканены из серебра 999-й пробы в качестве bUNC и proof на Королевском монетном дворе Нидерландов. Аналогичные монеты выпускались также из золота.
Аверс: герба и название государства на армянском и английском языках, номинал и год выпуска, проба металла.
Реверс: художественное изображение одной из заглавных букв, армянский алфавит.
Гурт рубчатый. Автор эскизов: Армен Кюркчян.
| Аверс                 |                       |                       | Ըը                    |                       |                       | Հհ                    |                       |                       | Ոո                    |  |  | Րր |  |
| —                     | —                     | 2000 bUNC + 200 proof | 2000 bUNC + 200 proof | 8000 bUNC + 200 proof | 8000 bUNC + 200 proof | 8000 bUNC + 200 proof | 8000 bUNC + 200 proof | 8000 bUNC + 200 proof | 8000 bUNC + 200 proof |  |  |    |  |
| Աա                    |                       | Թթ                    |                       | Ձձ                    |                       | Չչ                    |                       | Ցց                    |                       |  |  |    |  |
| 8000 bUNC + 200 proof | 8000 bUNC + 200 proof | 8000 bUNC + 200 proof | 8000 bUNC + 200 proof | 2000 bUNC + 200 proof | 2000 bUNC + 200 proof | 2000 bUNC + 200 proof | 2000 bUNC + 200 proof | 2000 bUNC + 200 proof | 2000 bUNC + 200 proof |  |  |    |  |
| Բբ                    |                       | Ժժ                    |                       | Ղղ                    |                       | Պպ                    |                       | Ուու                  |                       |  |  |    |  |
| 8000 bUNC + 200 proof | 8000 bUNC + 200 proof | 2000 bUNC + 200 proof | 2000 bUNC + 200 proof | 2000 bUNC + 200 proof | 2000 bUNC + 200 proof | 2000 bUNC + 200 proof | 2000 bUNC + 200 proof | 8000 bUNC + 200 proof | 8000 bUNC + 200 proof |  |  |    |  |
| Գգ                    |                       | Իի                    |                       | Ճճ                    |                       | Ջջ                    |                       | Փփ                    |                       |  |  |    |  |
| 8000 bUNC + 200 proof | 8000 bUNC + 200 proof | 8000 bUNC + 200 proof | 8000 bUNC + 200 proof | 2000 bUNC + 200 proof | 2000 bUNC + 200 proof | 2000 bUNC + 200 proof | 2000 bUNC + 200 proof | 2000 bUNC + 200 proof | 2000 bUNC + 200 proof |  |  |    |  |
| Դդ                    |                       | Լլ                    |                       | Մմ                    |                       | Ռռ                    |                       | Քք                    |                       |  |  |    |  |
| 2000 bUNC + 200 proof | 2000 bUNC + 200 proof | 8000 bUNC + 200 proof | 8000 bUNC + 200 proof | 8000 bUNC + 200 proof | 8000 bUNC + 200 proof | 8000 bUNC + 200 proof | 8000 bUNC + 200 proof | 2000 bUNC + 200 proof | 2000 bUNC + 200 proof |  |  |    |  |
| Եե                    |                       | Խխ                    |                       | Յյ                    |                       | Սս                    |                       | և                     |                       |  |  |    |  |
| 8000 bUNC + 200 proof | 8000 bUNC + 200 proof | 2000 bUNC + 200 proof | 2000 bUNC + 200 proof | 2000 bUNC + 200 proof | 2000 bUNC + 200 proof | 8000 bUNC + 200 proof | 8000 bUNC + 200 proof | 2000 bUNC + 200 proof | 2000 bUNC + 200 proof |  |  |    |  |
| Զզ                    |                       | Ծծ                    |                       | Նն                    |                       | Վվ                    |                       | Օօ                    |                       |  |  |    |  |
| 8000 bUNC + 200 proof | 8000 bUNC + 200 proof | 2000 bUNC + 200 proof | 2000 bUNC + 200 proof | 8000 bUNC + 200 proof | 8000 bUNC + 200 proof | 8000 bUNC + 200 proof | 8000 bUNC + 200 proof | 2000 bUNC + 200 proof | 2000 bUNC + 200 proof |  |  |    |  |
| Էէ                    |                       | Կկ                    |                       | Շշ                    |                       | Տտ                    |                       | Ֆֆ                    |                       |  |  |    |  |
| 8000 bUNC + 200 proof | 8000 bUNC + 200 proof | 8000 bUNC + 200 proof | 8000 bUNC + 200 proof | 8000 bUNC + 200 proof | 8000 bUNC + 200 proof | 8000 bUNC + 200 proof | 8000 bUNC + 200 proof | 2000 bUNC + 200 proof | 2000 bUNC + 200 proof |  |  |    |  |

### Серия «Реликвии Эчмиадзина»
Монеты серии номиналом 1000 драмов массой 25,0 г и размерами 27×47 мм отчеканены из серебра 925-й пробы с позолотой в качестве proof на монетном дворе «Mayer» (Германия).
Аверс: герб и название государства на армянском и английском языках, номинал.
Реверс: изображение реликвии и её название на армянском и английском языках, надпись «Святой Эчмиадзин» на арм. ՍՈՒՐԲ ԷՋՄԻԱԾԻՆ и англ. HOLY ETCHMIADZIN и его символ — буквица «Է», год выпуска арабскими цифрами и буквами армянского алфавита.
Гурт: рубчатый. Автор эскизов: группа компаний «РЕСУРС». Тираж каждой монеты — 2500 шт.
| 2013 |  | Святое копьё арм. ՍՈՒՐԲ ԳԵՂԱՐԴ англ. HOLY LANGE                                                                      |  | 2015 | | Хотакерац Сурб Ншан арм. ԽՈՏԱԿԵՐԱՑ ՍՈՒՐԲ ՆՇԱՆ англ. KHOTAKERATS SOURB NSHAN |
| 2014 |  | Десница Григория Просветителя арм. ՍՈՒՐԲ ԳՐԻԳՈՐ ԼՈւՍԱՎՈՐՉԻ ԱՋԸ англ. THE RIGHT HAND OF SAINT GREGORY THE ILLUMINATOR |  | 2015 | Крест с мощами Св. Георгия арм. ՍՈՒՐԲ ԳԵՎՈՐԳԻ ՄԱՍՈՒՆՔՈՎ ԽԱՉ англ. CROSS WITH THE RELICS OF SAINT GEORGE                          |                                                                             |
| 2014 |  | Сосуд для миро арм. ՍՐԲԱԼՈՒՅՍ ՄՅՈՒՌՈՆԻ ԿԱԹՍԱ англ. CAULDRON FOR HOLY CHRISM                                          |  | 2015 | Крест с мощами Иоанна Крестителя арм. ՍՈՒՐԲ ՀՈՎՀԱՆՆԵՍ ՄԿՐՏՉԻ ՄԱՍՈՒՆՔՈՎ ԽԱՉ англ. CROSS WITH THE RELICS OF SAINT JOHN THE BAPTIST |                                                                             |

### Серия «Старейшие деревья мира»
Монеты серии номиналом 100 драмов массой 31,1 г и диаметром 38,61 мм отчеканены из серебра 999-й пробы в качестве proof на Польском монетном дворе.
Аверс: герб и название государства на армянском и английском языках, номинал и год выпуска, знак монетного двора и проба металла, изображения листьев и плодов деревьев, одно из которых, соответствующее дереву, которому посвящена монета, раскрашено.
Реверс: стилизованное изображение дерева, увеличенное изображение его листьев и плодов, название дерева на английском языке на фоне цветного орнамента из его листьев.
Гурт рубчатый. Автор эскизов: Урсула Валежак. Тираж каждой монеты — 1500 шт.
| 2014 |  | Ангельский дуб англ. ANGEL OAK                  |  | 2014 |                                           | Каштан сотни лошадей англ. HUNDRED HORSE CHESTNUT |
| 2014 |  | Схторашенский платан англ. SKHTORASHEN PLATANUS |  | 2014 | Генерал Шерман англ. GENERAL SHERMAN TREE |                                                   |

### Серия «Лабиринты мира»
| 2016 | | Лабиринт Бостона   |
| 2016 | Аверс: изображение мемориального комплекса «Парк армянского наследия» в Бостоне и панорама города, надпись «США • Бостон» на арм. ԱՄՆ • ԲՈՍՏՈՆ и англ. BOSTON • USA. Реверс: контур лабиринта Бостона, знака вечности в центре и позолоченный шарик, надпись «Лабиринты мира» на арм. ԱՇԽԱՐՀԻ ԼԱԲԻՐԻՆԹՈՍՆԵՐԸ и англ. LABYRINTHS OF THE WORLD. Гурт гладкий. Автор эскизов: Гиедрюс Паулаускис. Отчеканена на Литовском монетном дворе. Номинал: 5000 драмов. Материал: серебро-925. Качество: proof. Масса: 62,2 г. Тираж: до 2000 шт.                                    |                    |
| 2016 | | Лабиринт Ваалса    |
| 2016 | Аверс: изображение лабиринта «Точка трёх стран» Ваалсе и пограничных столбов на границе Нидерландов, Бельгии и Германии, надпись «Нидерланды • Ваалс» на арм. ՆԻԴԵՌԼԱՆԴՆԵՐ • ՎԱԱԼՍ и англ. VAALS • NETHERLANDS. Реверс: контур лабиринта Ваалса, башенка в центре и позолоченный шарик, надпись «Лабиринты мира» на арм. ԱՇԽԱՐՀԻ ԼԱԲԻՐԻՆԹՈՍՆԵՐԸ и англ. LABYRINTHS OF THE WORLD. Гурт гладкий. Автор эскизов: Гиедрюс Паулаускис. Отчеканена на Литовском монетном дворе. Номинал: 5000 драмов. Материал: серебро-925. Качество: proof. Масса: 62,2 г. Тираж: до 1500 шт. |                    |
| 2017 | | Лабиринт Барселоны |
| 2017 | Аверс: изображение лабиринта Орта в Барселоне и статуи Эроса, надпись «Испания • Барселона» на арм. ԻՍՊԱՆԻԱ • ԲԱՐՍԵԼՈՆԱ и англ. BARCELONA • SPAIN. Реверс: контур лабиринта Барселоны с изображением бассейна у входа и площадки в центре, позолоченный шарик, надпись «Лабиринты мира» на арм. ԱՇԽԱՐՀԻ ԼԱԲԻՐԻՆԹՈՍՆԵՐԸ и англ. LABYRINTHS OF THE WORLD. Гурт гладкий. Автор эскизов: Гиедрюс Паулаускис. Отчеканена на Литовском монетном дворе. Номинал: 5000 драмов. Материал: серебро-925. Качество: proof. Масса: 62,2 г. Тираж: до 1500 шт.                          |                    |
| 2017 | | Лабиринт Мазоне    |
| 2017 | Аверс: изображение лабиринта Мазоне и пирамидальной часовни, надпись «Италия • Мазоне» на арм. ԻՏԱԼԻԱ • ՄԱԶՈՆԵ и англ. MASONE • ITALY. Реверс: контур лабиринта Мазоне с изображением площадки в центре, позолоченный шарик, надпись «Лабиринты мира» на арм. ԱՇԽԱՐՀԻ ԼԱԲԻՐԻՆԹՈՍՆԵՐԸ и англ. LABYRINTHS OF THE WORLD. Гурт гладкий. Автор эскизов: Гиедрюс Паулаускис. Отчеканена на Литовском монетном дворе. Номинал: 5000 драмов. Материал: серебро-925. Качество: proof. Масса: 62,2 г. Тираж: до 1500 шт.                                                            |                    |

### Серия инвестиционных монет «Ноев ковчег»
| 2011    |         | 2012    |         | 2013    |         | 2014    |            | 2015                                                             |                                                                  | 2016 |  | 2017 |  | 2018 |  | 2019 |  |  |
|         |         |         |         |         |         |         |            |                                                                  | Номинал: 100 драмов. Масса: 7.77 г (1/4 OZ). Диаметр: 20.18 мм.  |      |  |      |  |      |  |      |  |  |
| 17 068  | 173 696 | 124 713 | 113 723 | 183 622 | 292 562 | 388 501 | до 2 млн   | до 2 млн                                                         |                                                                  |      |  |      |  |      |  |      |  |  |
|         |         |         |         |         |         |         |            |                                                                  | Номинал: 200 драмов. Масса: 15.55 г (1/2 OZ). Диаметр: 27.66 мм. |      |  |      |  |      |  |      |  |  |
| 15 533  | 102 028 | 90 204  | 87 563  | 139 722 | 156 002 | 81 701  | до 2 млн   | до 2 млн                                                         |                                                                  |      |  |      |  |      |  |      |  |  |
|         |         |         |         |         |         |         |            |                                                                  | Номинал: 500 драмов. Масса: 31.10 г (1 OZ). Диаметр: 38.50 мм.   |      |  |      |  |      |  |      |  |  |
| 268 325 | 457 576 | 581 800 | 556 323 | 960 182 | 529 202 | 479 551 | до 8 млн   | до 8 млн                                                         |                                                                  |      |  |      |  |      |  |      |  |  |
| Реверс  |         |         |         |         |         |         |            |                                                                  | Номинал: 1000 драмов. Масса: 155.5 г (5 OZ). Диаметр: 60.15 мм.  |      |  |      |  |      |  |      |  |  |
| Реверс  | 3550    | 2436    | 4535    | 3348    | 4123    | 2559    | до 500 000 | до 500 000                                                       | Номинал: 1000 драмов. Масса: 155.5 г (5 OZ). Диаметр: 60.15 мм.  |      |  |      |  |      |  |      |  |  |
| Реверс  |         |         |         |         |         |         |            | Номинал: 5000 драмов. Масса: 311.0 г (10 OZ). Диаметр: 75.50 мм. |                                                                  |      |  |      |  |      |  |      |  |  |
| Реверс  | 2003    | 1992    | 3645    | 4065    | 4562    | 2360    | до 500 000 | до 500 000                                                       |                                                                  |      |  |      |  |      |  |      |  |  |
| Реверс  |         |         |         |         |         |         |            | Номинал: 10 000 драмов. Масса: 1 кг. Диаметр: 100.0 мм.          |                                                                  |      |  |      |  |      |  |      |  |  |
| Реверс  | 2449    | 2826    | 2590    | 2485    | 3606    | 1507    | до 500 000 | до 500 000                                                       |                                                                  |      |  |      |  |      |  |      |  |  |
| Реверс  |         |         |         |         |         |         |            | Номинал: 20 000 драмов. Масса: 5 кг. Диаметр: 149.62 мм.         |                                                                  |      |  |      |  |      |  |      |  |  |
| Тираж   | 163     | 171     | 476     | 473     | 449     | 332     | до 50 000  | до 50 000                                                        |                                                                  |      |  |      |  |      |  |      |  |  |

### Монеты 1994—1995
Аверс: герб и название государства, номинал и год выпуска.
| 1994 | | 75 лет первым наличным деньгам |
| 1994 | Реверс: изображение женщины с прялкой с банкноты в 250 рублей образца 1919 года, надпись на арм. ՀԱՅԿԱԿԱՆ ԴՐԱՄՆԵՐ ԹՂԹԱԴՐԱՄԻ 75 ՏԱՐԻՆ — «75 лет наличным деньгам Армении», окантовка из точек. Гурт гладкий с надписью. Отчеканена фирмой Almar Import Export Co (США). Номинал: 1000 драмов. Материал: серебро-999. Масса: 31,1 г. Диаметр: 38,00 мм. Тираж: 5000 шт. |                                |
| 1994 | | Сардарапатское сражение        |
| 1994 | Реверс: Сардарапатский мемориал, орёл с крыльями в виде горы Арарат, надпись арм. ՍԱՐԴԱՐԱՊԱՏ ✤ — «Сардарапат ✤». Гурт гладкий с номером. Отчеканена фирмой Almar Import Export Co (США). Номинал: 25 драмов. Материал: серебро-999. Масса: 31,10 г. Диаметр: 38,00 мм. Тираж: 3000 шт.                                                                                |                                |
| 1994 | | Давид Сасунский                |
| 1994 | Реверс: памятник Давиду Сасунскому в Ереване, надпись на арм. ՍԱՍՈՒՆՑԻ ԴԱՎԻԹ — «Давид Сасунский». Гурт гладкий с надписью[уточнить]. Отчеканена фирмой Almar Import Export Co (США). Номинал: 25 драмов. Материал: серебро-999. Масса: 31,10 г. Диаметр: 38,00 мм. Тираж: 5000 шт.                                                                                    |                                |
| 1994 | | Храм Гарни                     |
| 1994 | Реверс: храм Гарни, надпись на арм. ԳԱՌՆԻ I ԴԱՐ — «Гарни I век». Гурт гладкий с номером. Отчеканена фирмой Almar Import Export Co (США). Номинал: 25 драмов. Материал: серебро-999. Масса: 31,10 г. Диаметр: 38,00 мм. Тираж: 5000 шт. |                                |
| 1994 | | Абрикос                        |
| 1994 | Реверс: лист и два плода абрикоса, его название на арм. ԾԻՐԱՆ и англ. APRICOT и видовой эпитет на лат. ARMENIACA. Гурт рубчатый. Отчеканена на Королевском монетном дворе Великобритании. Номинал: 25 драмов. Материал: серебро-925. Масса: 28,28 г. Диаметр: 38,61 мм. Тираж: до 10 000 шт.                                                                          |                                |
| 1994 | | Арцах                          |
| 1994 | Реверс: монумент «Мы — наши горы», фрагмент церкви, меч и щит с изображением аревахача, надписи на арм. ԱՐՑԱԽ — «Арцах» и арм. ԱՍՏՎԱԾ ԸՆԴ ՄԵԶ Է — «С нами Бог», окантовка из точек. Гурт гладкий с надписью[уточнить]. Отчеканена фирмой Almar Import Export Co (США). Номинал: 25 драмов. Материал: серебро-999. Масса: 31,10 г. Диаметр: 38,00 мм. Тираж: 5000 шт.  |                                |
| 1995 | | 50 лет ООН                     |
| 1995 | Реверс: фрагмент фрески из церкви Св. Богородицы в селе Арени, два хачкара, эмблема празднования юбилея, надпись на англ. NATIONS UNITED FOR PEACE — «Нации объединяются для мира». Гурт рубчатый. Отчеканена на Королевском монетном дворе Великобритании. Номинал: 100 драмов. Материал: серебро-925. Масса: 28,2 г. Диаметр: 38,61 мм. Тираж: до 100 000 шт.       |                                |

### Монеты 1997—1999
Аверс: герб и название государства, номинал и год выпуска.
| 1997 | | 100 лет со дня рождения маршала Баграмяна |
| 1997 | Реверс: изображение И. Х. Баграмяна на фоне Сардарапатского мемориала, надпись «Маршал Баграмян» на арм. ՄԱՐՇԱԼ ԲԱՂՐԱՄԻԱՆ и англ. MARSHAL BAGRAMYAN, число «100» и даты «1897—1997». Гурт гладкий с надписью. Отчеканена фирмой Genesis International Co Архивная копия от 4 мая 2015 на Wayback Machine (США). Номинал: 100 драмов. Материал: серебро-999. Масса: 31,1 г. Диаметр: 38,00 мм. Тираж: 1200 шт. |                                           |
| 1998 | | 5-летие введения национальной валюты      |
| 1998 | Реверс: изображения банкнот Армении образца 1993 года номиналом 10, 25, 50, 100, 200 и 500 драмов и аревахач, надпись на арм. ՀՀ ԱՋԳԱՅԻՆ ԴՐԱՄԻ ՀԻՆԳ ՏԱՐԻՆ — «Пять лет национальной валюте РА», окантовка из точек. Гурт гладкий с номером. Отчеканена на Королевском монетном дворе Нидерландов. Номинал: 5 драмов. Материал: серебро-999. Масса: 31,10 г. Диаметр: 38,00 мм. Тираж: 500 шт.                  |                                           |
| 1998 | | 10 лет со дня Спитакского землетрясения   |
| 1998 | Реверс: изображение церкви и обломков на фоне карты Армении, надпись на арм. ՀԱՅԱՍՏԱՆ 7.12.88 10 ՏԱՐԻ — «Армения 7.12.88 10 лет», окантовка из точек. Гурт гладкий с номером. Отчеканена на Королевском монетном дворе Нидерландов. Номинал: 10 драмов. Материал: серебро-999. Масса: 31,1 г. Диаметр: 38,0 мм. Тираж: 1000 шт.                                                                               |                                           |
| 1999 | | 200 лет со дня рождения А. С. Пушкина     |
| 1999 | Реверс: автопортрет Пушкина с его автографом, надпись на арм. ՊՈՒՇԿԻՆ — 200 — «Пушкин — 200», перо, окантовка из точек. Гурт гладкий с номером. Отчеканена на Королевском монетном дворе Нидерландов. Номинал: 200 драмов. Материал: серебро-999. Масса: 31,1 г. Диаметр: 38,0 мм. Тираж: 500 шт. |                                           |
| 1999 | | 70 лет со дня рождения Тиграна Петросяна  |
| 1999 | Реверс: портрет Т. В. Петросяна и его имя на арм. ՏԻԳՐԱՆ ՊԵՏՐՈՍՅԱՆ, стилизованное изображение шахматной фигуры с числом «70» и надпись на арм. ԱՇԽԱՐՀԻ ՉԵՄՊԻՈՆ — «Чемпион мира». Гурт гладкий с номером. Отчеканена на Королевском монетном дворе Нидерландов. Номинал: 5000 драмов. Материал: серебро-999. Масса: 31,1 г. Диаметр: 38,0 мм. Тираж: 500 шт.                                                   |                                           |
| 1999 | | I конгресс Армения-Диаспора               |
| 1999 | Реверс: изображение ветвистого дерева, надпись на арм. ՀԱՅԱՍՏԱՆ ՍՓՅՈՒՌՔ ՀԱՄԱԺՈՂՈՎ Սեպտեմբեր '99 Երևան — «Конгресс Армения-Диаспора Сентябрь '99 Ереван» Гурт гладкий с номером. Отчеканена на Королевском монетном дворе Нидерландов. Номинал: 5000 драмов. Материал: серебро-999. Масса: 31,10 г. Диаметр: 38,00 мм. Тираж: 500 шт.                                                                          |                                           |

### Монеты 2000—2003
| 2000 | | Тысячелетие                                           |
| 2000 | Аверс: герб и название государства, номинал и год выпуска. Реверс: изображение Георгия-Победоносца, надписи на арм. ՆՈՐ ՀԱԶԱՐԱՄՅԱԿ — «Новое тысячелетие» и на англ. MILLENIUM COIN COLLECTION — «Тысячелетие коллекционная монета» Гурт гладкий. Отчеканена на Королевском монетном дворе Великобритании. Номинал: 2000 драмов. Материал: серебро-925. Масса: 28,28 г. Диаметр: 38,61 мм. Тираж: до 30 000 шт. |                                                       |
| 2001 | | Принятие Армении в Совет Европы                       |
| 2001 | Аверс: герб и название государства, номинал и год выпуска, окантовка из точек. Реверс: эмблема Совета Европы, часть аревахача и надпись на арм. ՀԱՅԱՍՏԱՆԻ ՀԱՆՐԱՊԵՏՈՒԹՅԱՆԸ ԵՎՐԱԽՈՐՀՐԴԻ ԱՆԴԱՄ — «Принятие Армении в Совет Европы», окантовка из точек. Гурт гладкий с номером. Отчеканена: [уточнить]. Номинал: 100 драмов. Материал: серебро-925. Масса: 31,1 г. Диаметр: 38,00 мм. Тираж: 200 шт.              |                                                       |
| 2001 | | Гарегин Нжде                                          |
| 2001 | Аверс: герб и название государства, номинал и год выпуска, окантовка из точек. Реверс: портрет и имя Гарегина Нжде на арм. ԳԱՐԵԳԻՆ ՆԺԴԵՀ, окантовка из точек. Гурт гладкий с номером. Отчеканена [уточнить]. Номинал: 100 драмов. Материал: серебро-925. Масса: 31,10 г. Диаметр: 38,00 мм. Тираж: 170 шт. |                                                       |
| 2001 | | Гарегин Нжде                                          |
| 2001 | Аверс: герб и название государства, номинал и год выпуска, окантовка из точек. Реверс: портрет и имя Гарегина Нжде на арм. ԳԱՐԵԳԻՆ ՆԺԴԵՀ, окантовка из точек. Гурт гладкий с номером. Отчеканена [уточнить]. Номинал: 100 драмов. Материал: серебро-925 с позолотой. Масса: 31,10 г. Диаметр: 38,00 мм. Тираж: 30 шт.                                                                                          |                                                       |
| 2001 | | 10 лет армянской государственности                    |
| 2001 | Аверс: герб и название государства, номинал и год выпуска, окантовка из точек. Реверс: фрагмент здания Правительства Армении с государственным флагом, надпись на арм. ՀԱՅՈՑ ՊԵՏԱԿԱՆՈՒԹՅՈՒՆ 10 ՏԱՐԻ — «10 лет армянской государственности», окантовка из точек. Гурт [уточнить]. Отчеканена [уточнить]. Номинал: 500 драмов. Материал: серебро-925. Масса: 155,5 г. Диаметр: 63,00 мм. Тираж: 200 шт.          |                                                       |
| 2002 | | 100 лет со дня рождения Арама Хачатуряна              |
| 2002 | Аверс: герб и название государства, номинал и год выпуска. Реверс: портрет Хачатуряна на фоне нотного стана, его имя на арм. ԱՐԱՄ ԽԱՉԱՏՐՅԱՆ и англ. ARAM KHACHATRYAN, даты «1903—2003». Гурт рубчатый. Отчеканена [уточнить]. Номинал 100 драмов. Материал: серебро-925. Качество: UNC. Масса: 31,1 г. Диаметр: 40,00 мм. Тираж: до 300 000 шт.                                                                |                                                       |
| 2002 | | 1000 лет «Книге скорбных песнопений» Григора Нарекаци |
| 2002 | Аверс: раскрытая книга, надпись на арм. 1000 ԱՄՅԱԿ — «1000 юбилей», год выпуска, название государства и номинал. Реверс: изображение Григора Нарекаци с книгой, имя поэта и название произведения на арм. ԳՐԻԳՈՐ ՆԱՐԵԿԱՑԻ. ՄԱՏՅԱՆ ՈՂԲԵՐԳՈՒԹՅԱՆ. Гурт рубчатый. Отчеканена [уточнить]. Номинал 1000 драмов. Материал: серебро-925. Масса: 31,1 г. Диаметр: 40,00 мм. Тираж: 500 шт.                             |                                                       |
| 2003 | | 110 лет Центральному банку Республики Армения         |
| 2003 | Аверс: изображение здания ЦБ РА, номинал и год выпуска, название банка-эмитента на арм. ՀԱՅԱՍՏԱՆԻ ՀԱՆՐԱՊԵՏՈՒԹՅԱՆ ԿԵՆՏՐՈՆԱԿԱՆ ԲԱՆԿ. Реверс: аревахач, даты «1893 1993 2003», проба металла, название банка на арм. ՀԱՅԱՍՏԱՆԻ ՊԵՏԱԿԱՆ ԲԱՆԿ и англ. ARMENIAN STATE BANK. Гурт рубчатый. Отчеканена [уточнить]. Номинал: 100 драмов. Материал: серебро-925. Масса: 33,92 г. Диаметр: 39,00 мм. Тираж: 300 шт.      |                                                       |

### Монеты 2004—2006
| 2004 | | Монастырь Гандзасар                         |
| 2004 | Аверс: название банка-эмитента, номинал и год выпуска на фоне фрагмента дверей монастыря. Реверс: изображение монастыря и его название на арм. ԳԱՆՁԱՍԱՐԻ ՎԱՆՔ и англ. GANDZASAR MONASTERY. Гурт рубчатый. Отчеканена на Королевском монетном дворе Нидерландов. Номинал: 100 драмов. Материал: серебро-999. Масса: 31,10 г. Диаметр: 38,00 мм. Тираж: 500 шт. |                                             |
| 2005 | | Вооружённые силы Армении                    |
| 2005 | Аверс: государственный герб, название банка-эмитента, номинал и год выпуска. Реверс: Орден Боевого Креста II степени, эмблема Вооружённых сил, надпись «Вооружённые силы Армении» на арм. ՀԱՅԱՍՏԱՆԻ ԶԻՆՎԱԾ ՈՒԺԵՐ и англ. ARMED FORCES OF ARMENIA. Гурт рубчатый. Отчеканена на Королевском монетном дворе Нидерландов. Номинал: 5000 драмов. Материал: серебро-925. Масса: 31,10 г. Диаметр: 38,00 мм. Тираж: 500 шт.                                                                   |                                             |
| 2005 | | 100 лет со дня рождения Артёма Микояна      |
| 2005 | Аверс: изображения самолётов МиГ-25, МиГ-19 и МиГ-3, номинал и год выпуска, название банка-эмитента. Реверс: портрет, годы жизни и имя конструктора на арм. ԱՐՏԵՄ ՄԻԿՈՅԱՆ и англ. ARTEM MIKOYAN на фоне чертежей самолётов. Гурт рубчатый. Отчеканена на Чешском монетном дворе. Номинал: 100 драмов. Материал: серебро-925. Масса: 31,1 г. Диаметр: 40,00 мм. Тираж: 500 шт. |                                             |
| 2005 | | 1400 лет со дня рождения Анании Ширакаци    |
| 2005 | Аверс: номинал на фоне стилизованного изображения космоса, год выпуска и название банка-эмитента. Реверс: фигура Ширакаци, надпись на арм. 1400 ՏԱՐԻ — «1400 лет» и его имя на арм. ԱՆԱՆԻԱ ՇԻՐԱԿԱՑԻ и англ. ANANIA SHIRAKATSI. Гурт рубчатый. Отчеканена на Королевском монетном дворе Нидерландов Номинал: 100 драмов. Материал: серебро-925. Масса: 31,1 г. Диаметр: 40,00 мм. Тираж: 500 шт.                                                                                         |                                             |
| 2006 | | Международный полярный год. Фритьоф Нансен  |
| 2006 | Аверс: герб и название государства на армянском и английском языках, номинал и год выпуска. Реверс: портрет Ф. Нансена и его имя на англ. FRIDTJOF NANSEN, изображение корабля, полярников и эмблема международного полярного года, надпись на англ. 2007 2008 INTERNATIONAL POLAR YEAR — «2007 2008 Международный полярный год». Гурт гладкий. Отчеканена на Польском монетном дворе. Номинал: 100 драмов. Материал: серебро-925. Масса: 28,28 г. Диаметр: 38,61 мм. Тираж: 10 000 шт. |                                             |
| 2006 | | 100 лет со дня рождения маршала Бабаджаняна |
| 2006 | Аверс: государственный герб, номинал, год выпуска и название банка-эмитента. Реверс: портрет А. Х. Бабаджаняна, надпись «Маршал Амазасп Бабаджанян» на арм. ՄԱՐՇԱԼ ՀԱՄԱՁԱՍՊ ԲԱԲԱՋԱՆՅԱՆ и годы его жизни. Гурт рубчатый. Отчеканена на Чешском монетном дворе. Номинал: 1000 драмов. Материал: серебро-925. Масса: 33,60 г. Диаметр: 38,00 мм. Тираж: 500 шт. |                                             |
| 2006 | | 15 лет независимости                        |
| 2006 | Аверс: герб и название государства на армянском и английском языках, номинал и год выпуска. Реверс: резиденция Президента Армении на фоне горы Арарат, цветной логотип празднования юбилея, надпись на арм. ՀԱՅՈՑ ՊԵՏԱԿԱՆՈՒԹՅՈՒՆ — «Армянская государственность». Гурт гладкий с номером. Отчеканена на Польском монетном дворе. Номинал: 5000 драмов. Материал: серебро-925. Масса: 168,1 г. Диаметр: 63,00 мм. Тираж: 300 шт.                                                         |                                             |

### Монеты 2007—2009
| 2007 | | 50 лет Матенадарану                                |
| 2007 | Аверс: государственный герб в обрамлении орнамента с дверей Матенадарана, год выпуска и название банка-эмитента. Реверс: вид на Матенадаран, его название на арм. ՄԱՏԵՆԱԴԱՐԱՆ и на англ. MATENADARAN, надпись «50-летие» на арм. 50-ամյակ и англ. 50 of Anniversary, номинал. Гурт рубчатый. Отчеканена на Чешском монетном дворе. Номинал: 1957 драмов. Материал: серебро-925. Масса: 33,6 г. Диаметр: 40,00 мм. Тираж: 500 шт.                                 |                                                    |
| 2007 | | Армянский виноград                                 |
| 2007 | Аверс: государственный герб, название банка-эмитента, номинал и год выпуска, орнамент из листьев и гроздей винограда. Реверс: изображение грозди винограда с листом, надпись на арм. ՀԱՅԿԱԿԱՆ ԽԱՂՈՂ — «Армянский виноград». Гурт гладкий. Отчеканена на Чешском монетном дворе. Номинал: 1000 драмов. Материал: серебро-925. Масса: 33,60 г. Диаметр: 40,00 мм. Тираж: до 500 шт.                                                                                |                                                    |
| 2008 | | 100 лет со дня рождения Виктора Амбарцумяна        |
| 2008 | Аверс: телескоп и стилизованное изображение космоса, номинал и год выпуска, название банка-эмитента. Реверс: портрет В. Амбарцумяна на фоне стилизованного изображения космоса, его годы жизни и имя на арм. ՎԻԿՏՈՐ ՀԱՄԲԱՐՁՈՒՄՅԱՆ и англ. VIKTOR AMBARTSUMIAN. Гурт рубчатый. Отчеканена на Чешском монетном дворе. Номинал: 1000 драмов. Материал: серебро-925. Масса: 33,6 г. Диаметр: 40,00 мм. Тираж: 500 шт.                                                |                                                    |
| 2008 | | 75 лет театру оперы и балета им. Спендиарова       |
| 2008 | Аверс: памятник А. Спендиарову и номинал на фоне театра оперы и балета, название банка-эмитента и год выпуска. Реверс: пара танцоров балета, стилизованные изображения музыкальных инструментов, надпись на арм. 75 ամյակ — «75-летие» и название театра на арм. ՍՊԵՆԴԻԱՐՅԱՆԻ ԱՆՎԱՆ ՕՊԵՐԱՅԻ ԵՎ ԲԱԼԵՏԻ ԹԱՏՐՈՆ. Гурт рубчатый. Отчеканена на Чешском монетном дворе. Номинал: 1000 драмов. Материал: серебро-925. Масса: 33,6 г. Диаметр: 40,00 мм. Тираж: 500 шт. |                                                    |
| 2008 | | 15-летие введения национальной валюты              |
| 2008 | Аверс: герб и название государства, год выпуска. Реверс: логотип ЦБ РА и номинал, надпись на арм. ԱՁԳԱՅԻՆ ԴՐԱՄԻ 15 ՏԱՐԻՆ — «15 лет национальной валюте». Гурт гладкий с номером. Отчеканена на Австрийском монетном дворе. Материал: серебро-925 с позолотой. Качество: bUNC. Масса: 168,1 г. Диаметр: 63,0 мм. Тираж: 500 шт. |                                                    |
| 2009 | | 725 лет со дня основания Гладзорского университета |
| 2009 | Аверс: изображение монастыря Ахберц, номинал и год выпуска, название банка-эмитента. Реверс: церковный письменный столик, имена руководителей университета с 1282 по 1386 гг., надпись на арм. 725 ամյակ — «725-летие», название университета на арм. ԳԼԱՁՈՐԻ ՀԱՄԱԼՍԱՐԱՆ. Гурт рубчатый. Отчеканена на Финском монетном дворе Номинал: 100 драмов. Материал: серебро-999. Масса: 31,1 г. Диаметр: 38,00 мм. Тираж: 500 шт.                                       |                                                    |
| 2009 | | 825 лет судебнику Мхитара Гоша                     |
| 2009 | Аверс: надпись спиралью на арм. Միջնադարյան իրավունքի հայկական հուշարձան` «Գիրք Դատաստանի» 825-ամյակը — «Средневековому памятнику армянского права — „Судебнику“ — 825 лет», название государства и год выпуска. Реверс: номинал, портрет М. Гоша и его имя на арм. Մխիթար Գոշ. Гурт рубчатый. Отчеканена на Финском монетном дворе. Номинал: 1000 драмов. Материал: серебро-925. Масса: 33,6 г. Диаметр: 40,00 мм. Тираж: 500 шт.                               |                                                    |

### Монеты 2010—2012
| 2010 | | 1600 лет со дня рождения Мовсеса Хоренаци        |
| 2010 | Аверс: фрагмент рукописи «История Армении» и номинал, орнамент и год выпуска, название банка-эмитента. Реверс: изображение М. Хоренаци с книгой, его имя на арм. ՄՈՎՍԵՍ ԽՈՐԵՆԱՑԻ и англ. MOVSES KHORENATSI, фрагмент рукописи «История Армении», надпись на арм. 1600 ԱՄՅԱԿ — 1600-летие. Гурт рубчатый. Отчеканена на Королевском монетном дворе Нидерландов. Номинал: 1000 драмов. Материал: серебро-925. Масса: 33,60 г. Диаметр: 40,00 мм. Тираж: 500 шт.                                                                                            |                                                  |
| 2010 | | Джаз                                             |
| 2010 | Аверс: название государства на армянском и английском языках, номинал и год выпуска на фоне композиции с изображением джазового оркестра и музыкальных инструментов. Реверс: стилизованное изображение музыкальных инструментов и нот, надписи на итал. Maestoso и «Джаз» на англ. JAZZ и арм. ՋԱԶ. Гурт рубчатый. Отчеканена на монетном дворе «Mayer» (Германия). Номинал: 1000 драмов. Материал: серебро-925. Масса: 28,28 г. Диаметр: 38,61 мм. Тираж: 10 000 шт.                                                                                    |                                                  |
| 2010 | | 150 лет со дня рождения Аракела Бабаханяна (Лео) |
| 2010 | Аверс: год выпуска, фрагмент и название «Истории Армянского народа» на арм. Հայ Ժողովրդի պատմություն на фоне горы Арарат, номинал, название банка-эмитента. Реверс: портрет Лео, его годы жизни и имя на арм. ԼԵՈ и англ. LEO. Гурт рубчатый. Отчеканена на Королевском монетном дворе Нидерландов. Номинал: 1000 драмов. Материал: серебро-925. Масса: 33,60 г. Диаметр: 40,00 мм. Тираж: 500 шт. |                                                  |
| 2010 | | 75 лет со дня рождения Леонида Енгибарова        |
| 2010 | Аверс: сцена циркового выступления, номинал и название банка-эмитента. Реверс: портрет Л. Г. Енгибарова на фоне стилизованного изображения купола цирка, его имя на арм. ԼԵՈՆԻԴ ԵՆԳԻԲԱՐՅԱՆ и англ. LEONID YENGIBAROV и надпись на арм. 75 ԱՄՅԱԿ — 75-летие. Гурт рубчатый. Отчеканена на Королевском монетном дворе Нидерландов. Номинал: 1000 драмов. Материал: серебро-925. Масса: 33,60 г. Диаметр: 40,00 мм. Тираж: 500 шт. |                                                  |
| 2011 | | 200-летие Мхитаристской конгрегации в Вене       |
| 2011 | Аверс: книжный шкаф и раскрытая книга из монастыря Санта-Ладзаро дельи Армени, год выпуска и номинал, название банка-эмитента. Реверс: герб ордена на фоне кирпичной кладки, двери церкви ордена в Вене, номинал и название ордена на арм. ՎԻԵՆՆԱՅԻ ՄԽԻԹԱՐՅԱՆ ՄԻԱԲԱՆՈՒԹՅՈՒՆ. Гурт рубчатый. Отчеканена на Королевском монетном дворе Нидерландов. Номинал: 1000 драмов. Материал: серебро-925. Масса: 33,60 г. Диаметр: 40,00 мм. Тираж: 500 шт. |                                                  |
| 2011 | | 20-летие независимости                           |
| 2011 | Аверс: герб и название государства на армянском и английском языках, номинал и год выпуска. Реверс: летящие орёл и журавль, надпись на арм. ՀԱՅԱՍՏԱՆԻ ՀԱՆՐԱՊԵՏՈՒԹՅՈՒՆ 20-ԱՄՅԱԿ — «20-летие Республики Армения», год выпуска. Гурт гладкий с номером. Отчеканена на Финском монетном дворе. Номинал: 5000 драмов. Материал: серебро-925. Масса: 168,1 г. Диаметр: 63 мм. Тираж: 300 шт. |                                                  |
| 2012 | | 125 лет со дня рождения Иосифа Орбели            |
| 2012 | Аверс: зарисовки И. А. Орбели, серебряные экспонаты Эрмитажа, каменная плита с надписями с острова Ахтамар и год выпуска, номинал и название банка-эмитента. Реверс: портрет И. А. Орбели, его имя на арм. ՀՈՎՍԵՓ ՕՐԲԵԼԻ и англ. JOSEPH ORBELI и годы жизни, фрагменты кувшина из раскопок возле Ани, надпись арм. 125 ամյակ — 125-летие. Гурт рубчатый. Отчеканена на Королевском монетном дворе Нидерландов. Номинал: 1000 драмов. Материал: серебро-925. Масса: 33,6 г. Диаметр: 40 мм. Тираж: 500 шт.                                                |                                                  |
| 2012 | | 20-летие Вооружённых сил Армении                 |
| 2012 | Аверс: государственный герб, номинал и год выпуска, название банка-эмитента. Реверс: эмблема ВС Армении, орден Отечества, надпись на арм. ՀԱՅՈՑ ԲԱՆԱԿԻ ԿԱԶՄԱՎՈՐՄԱՆ 20-ԱՄՅԱԿ — «20-летие армянской армии». Гурт рубчатый. Отчеканена на Королевском монетном дворе Нидерландов. Номинал: 1000 драмов. Материал: серебро-925. Масса: 33,6 г. Диаметр: 40 мм. Тираж: 500 шт. |                                                  |
| 2012 | | 500-летие армянского книгопечатания              |
| 2012 | Аверс: эмблема мероприятия «Ереван — Международная столица книги — 2012» и номинал, название банка-эмитента. Реверс: пейзаж Венеции, торговый знак Акопа Мегапарта, название первой армянской книги — арм. Ուրբաթագիրք, год выпуска и сцена из неё, надпись на арм. ՀԱՅ ԳՐՔԻ ՏՊԱԳՐՈՒԹՅԱՆ 500-ԱՄՅԱԿ — «500-летие армянского книгопечатания». Гурт рубчатый. Отчеканена на Королевском монетном дворе Нидерландов. Номинал: 1000 драмов. Материал: серебро-925. Масса: 33,6 г. Диаметр: 40 мм. Тираж: 500 шт.                                              |                                                  |
| 2012 | | 20-летие ДКБ и 10-летие ОДКБ                     |
| 2012 | Аверс: флаги стран-членов ОДКБ, стилизованное изображение Арарата, герб и название государства, номинал и год выпуска, надпись на арм. ՀԱՎԱՔԱԿԱՆ ԱՆՎՏԱՆԳՈՒԹՅԱՆ ՊԱՅՄԱՆԱԳՐ — «Договор о коллективной безопасности». Реверс: изображение дерева, эмблема организации, надписи на арм. ԿԱԶՄԱԿԵՐՊՈՒԹՅԱՆ 10-ԱՄՅԱԿ — «10-летие организации» и арм. ՍՏՈՐԱԳՐՄԱՆ 20-ԱՄՅԱԿ — «20-летие подписания». Гурт рубчатый. Отчеканена на Королевском монетном дворе Нидерландов. Номинал: 1000 драмов. Материал: серебро-925. Масса: 33,6 г. Диаметр: 40 мм. Тираж: 200 шт. |                                                  |

### Монеты 2013—н/в
| 2013 | | 100 лет со дня рождения Вениамина Маркаряна                      |
| 2013 | Аверс: стилизованные изображения звёзд и галактики, номинал, год выпуска, название банка-эмитента. Реверс: портрет В. Е. Маркаряна, открытые им галактики и его имя на арм. ԲԵՆԻԱՄԻՆ ՄԱՐԳԱՐՅԱՆ и англ. BENJAMIN MARGARYAN, годы жизни. Гурт рубчатый. Автор эскизов: Вардан Варданян. Отчеканена на Королевском монетном дворе Нидерландов. Номинал: 1000 драмов. Материал: серебро-925. Качество: proof. Масса: 33,60 г. Диаметр: 40,00 мм. Тираж: 500 шт. |                                                                  |
| 2013 | | 20 лет национальной валюте                                       |
| 2013 | Аверс: герб и название государства на армянском и английском языках, номинал на фоне изображений защитных элементов банкнот армянского драма, год выпуска и эмблема юбилея. Реверс: здание ЦБ РА и защитные элементы банкнот, надпись «20 лет национальной валюте» на арм. ԱԶԳԱՅԻՆ ԴՐԱՄԻ 20 ՏԱՐԻՆ и англ. 20 YEARS OF NATIONAL CURRENCY. Гурт гладкий с надписью. Автор эскизов: Вардан Варданян. Отчеканена на Королевском монетном дворе Нидерландов. Номинал: 1000 драмов. Материал: серебро-999. Качество: proof. Масса: 31,1 г. Диаметр: 38,00 мм. Тираж: 500 шт.                                                               |                                                                  |
| 2014 | | 400 лет со дня рождения Воскана Ереванского                      |
| 2014 | Аверс: страница из книги «Шаракноц», первое армянское издание Библии и год выпуска, номинал и название банка-эмитента. Реверс: портрет Воскана Ереванского, его имя на арм. ՈՍԿԱՆ ԵՐԵՎԱՆՑԻ и англ. VOSKAN YEREVANTSI, надпись на арм. 400 ամյակ — «400-летие». Гурт рубчатый. Автор эскизов: Вардан Варданян. Отчеканена на Литовском монетном дворе. Номинал: 1000 драмов. Материал: серебро-925. Качество: proof. Масса: 33,6 г. Диаметр: 40,00 мм. Тираж: 500 шт. |                                                                  |
| 2015 | | Евразийский экономический союз                                   |
| 2015 | Аверс: герб, название государства и номинал на армянском и русском языке, год выпуска. Реверс: эмблема ЕврАзЭС на фоне цветов флагов стран-участников организации, название организации на арм. ԵՎՐԱՍԻԱԿԱՆ ՏՆՏԵՍԱԿԱՆ ՄԻՈՒԹՅՈՒՆ и рус. ЕВРАЗИЙСКИЙ ЭКОНОМИЧЕСКИЙ СОЮЗ. Гурт рубчатый. Автор эскизов: Арутюн Самуелян. Отчеканена на Польском монетном дворе. Номинал: 1000 драмов. Материал: серебро-925. Качество: proof. Масса: 33,6 г. Диаметр: 38,61 мм. Тираж: 300 шт. |                                                                  |
| 2015 | | 150 лет со дня рождения Андраника Озаняна                        |
| 2015 | Аверс: герб и название государства на армянском и английском языках, номинал и год выпуска. Реверс: памятник Озаняну на кладбище Пер-Лашез, его имя на арм. ԱՆԴՐԱՆԻԿ ՕԶԱՆՅԱՆ и годы жизни, надпись на арм. 150 ամյակ — «150-летие», высказывание «Я вольнодумец моего народа в борьбе за свободу и процветание» на армянском. Гурт рубчатый. Автор эскизов: Лусине Лалаян. Отчеканена на Литовском монетном дворе. Номинал: 1000 драмов. Материал: серебро-925. Качество: proof. Масса: 33,6 г. Диаметр: 40,00 мм. Тираж: 500 шт. |                                                                  |
| 2015 | | 200 лет со дня основания Лазаревского института восточных языков |
| 2015 | Аверс: правое крыло института, портрет Ованеса Лазаряна, номинал и год выпуска, название банка-эмитента. Реверс: левое крыло института, портрет Овакима Лазаряна, медаль «За успехи в учении», надпись на арм. ԼԱԶԱՐՅԱՆ ՃԵՄԱՐԱՆԻ ՀԻՄՆԱԴՐՄԱՆ 200-ԱՄՅԱԿ — «200-летие основания Лазаревской семинарии». Гурт рубчатый. Автор эскизов: Эдуард Кургинян. Отчеканена на Литовском монетном дворе. Номинал: 1000 драмов. Материал: серебро-925. Качество: proof. Масса: 33,6 г. Диаметр: 40,00 мм. Тираж: 500 шт. |                                                                  |
| 2015 | | 100 лет геноциду армян                                           |
| 2015 | Аверс: Цицернакаберд, хачкары в Эчмиадзине и Глендейле, памятники в Ижевске и Париже; номинал, год выпуска, название государства на армянском и английском, надпись на англ. ARMENIAN GENOCIDE — «Геноцид армян». Реверс: хачкар в Антверпене, памятники в Алеппо, Уджане и Сан-Паулу; надпись на арм. ՀԱՅՈՑ ՑԵՂԱՍՊԱՆՈՒԹՅՈՒՆ — «Геноцид армян» даты «1915-2015». Гурт гладкий. Авторы эскизов: Арам Урутян и Сурен Симонян. Отчеканена на Литовском монетном дворе. Номинал: 100 драмов. Материал: серебро-925. Качество: UNC. Масса: 67,2 г. Диаметр: 50,00 мм. Тираж: 1000 шт.                                                     |                                                                  |
| 2015 | | 20-летие Конституционного суда Армении                           |
| 2015 | Аверс: герб и название государства, номинал и год выпуска, национальный орнамент. Реверс: изображение Фемиды на фоне здания Конституционного суда, надпись на арм. ՀՀ ՍԱՀՄԱՆԱԴՐԱԿԱՆ ԴԱՏԱՐԱՆ 20 — «Конституционный суд РА 20». Гурт рубчатый. Автор эскизов: Эдуард Кургинян. Отчеканена на Польском монетном дворе. Номинал: 1000 драмов. Материал: серебро-925. Качество: proof. Масса: 33,6 г. Диаметр: 40,0 мм. Тираж: 500 шт. |                                                                  |
| 2016 | | 25 лет армянской государственности                               |
| 2016 | Аверс: герб и название государства на армянском и английском языках, номинал и год выпуска на фоне стилизованного изображения Арарата и лучей Солнца. Реверс: хачкар, надпись «25 лет армянской государственности» на арм. 25 ՏԱՐԻ ՀԱՅՈՑ ՊԵՏԱԿԱՆՈՒԹՅՈՒՆ и англ. 25 YEARS ARMENIAN STATEHOOD на фоне флага Армении. Гурт гладкий с номером. Автор эскизов: Лусине Лалаян. Отчеканена на Литовском монетном дворе. Номинал: 5000 драмов. Материал: серебро-925. Качество: proof. Масса: 168,1 г. Диаметр: 63,0 мм. Тираж: 300 шт. |                                                                  |
| 2016 | | 25 лет армянской государственности                               |
| 2016 | Аверс: герб и название государства на армянском и русском языках, номинал и год выпуска на фоне стилизованного изображения Арарата и лучей Солнца. Реверс: хачкар, надписи на арм. 25 ՏԱՐԻ ՀԱՅՈՑ ՊԵՏԱԿԱՆՈՒԹՅՈՒՆ и рус. 25 ЛЕТ АРМЯНСКАЯ ГОСУДАРСТВЕННОСТЬ на фоне флага Армении. Гурт прерывисто-рубчатый с номером. Автор эскизов: Лусине Лалаян. Отчеканена на Литовском монетном дворе. Номинал: 5000 драмов. Материал: серебро-925. Качество: proof. Масса: 168,1 г. Диаметр: 63,0 мм. Тираж: 100 шт. |                                                                  |
| 2017 | | 25-летие Вооружённых сил Армении                                 |
| 2017 | Аверс: герб, номинал и название банка-эмитента. Реверс: Орден Святого Вардана Мамиконяна, герб Вооружённых сил Республики Армения, надпись «25-летие формирования армянской армии» на арм. ՀԱՅՈՑ ԲԱՆԱԿԻ ԿԱԶՄԱՎՈՐՄԱՆ 25-ԱՄՅԱԿ. Гурт рубчатый. Автор эскизов: Арутюн Самуэлян. Отчеканена на Литовском монетном дворе. Номинал: 1000 драмов. Материал: серебро-925. Качество: proof. Масса: 33,60 г. Диаметр: 40,00 мм. Тираж: 500 шт. |                                                                  |
| 2017 | | 300-летие основания Конгрегации Мхитаристов в Венеции            |
| 2017 | Аверс: герб Конгрегации, эмблема города Венеции в виде льва, изображение острова Св. Лазаря и надписи на армянском и итальянском языках, номинал и название банка-эмитента. Реверс: башня монастыря Конгрегации и памятник Мхитара Себастаци. На фоне монеты — витраж окна у входа в монастырь, надпись «300-летие основания Конгрегации Мхитаристов в Венеции» на арм. ՎԵՆԵՏԻԿԻ ՄԽԻԹԱՐՅԱՆ ՄԻԱԲԱՆՈՒԹՅԱՆ ՀԻՄՆԱԴՐՄԱՆ 300-ԱՄՅԱԿ. Гурт рубчатый. Автор эскизов: Вардан Варданян. Отчеканена на Литовском монетном дворе. Номинал: 1000 драмов. Материал: серебро-925. Качество: proof. Масса: 33,60 г. Диаметр: 40,00 мм. Тираж: 500 шт. |                                                                  |
| 2017 | | 25-летие ДКБ и 15-летие ОДКБ                                     |
| 2017 | Аверс: стилистическое изображение флагов государств-членов ОДКБ, номинал и название государства на арм. ՀԱՅԱՍՏԱՆԻ ՀԱՆՐԱՊԵՏՈՒԹՅՈՒՆ и рус. РЕСПУБЛИКА АРМЕНИЯ. Реверс: надписи на арм. ՀԱՎԱՔԱԿԱՆ ԱՆՎՏԱՆԳՈՒԹՅՈՒՆ и рус. КОЛЛЕКТИВНАЯ БЕЗОПАСНОСТЬ, логотип ОДКБ с указанием юбилейных дат: «ՊԱՅՄԱՆԱԳԻՐ/ДОГОВОР 25» и «ԿԱԶՄԱԿԵՐՊՈՒԹՅՈՒՆ/ОРГАНИЗАЦИЯ 15». Гурт рубчатый. Автор эскизов: Эдуард Кургинян и Давит Довлатян. Отчеканена на Литовском монетном дворе. Номинал: 1000 драмов. Материал: серебро-925. Качество: proof. Масса: 33,60 г. Диаметр: 40,00 мм. Тираж: 200 шт.                                                         |                                                                  |
| 2017 | | Юбилейная дата членства Республики Армения в МВФ/ВБ              |
| 2017 | Аверс: герб и название государства на армянском и английском языках, номинал и год выпуска. Реверс: логотипы Международного валютного фонда и Всемирного банка с надписью о 25-летней годовщине членства Республики Армения. Гурт рубчатый. Автор эскизов: Арутюн Самуэлян. Отчеканена на Литовском монетном дворе. Номинал: 1000 драмов. Материал: серебро-925. Качество: proof. Масса: 33,60 г. Диаметр: 40,00 мм. Тираж: 300 шт. |                                                                  |
| 2018 | | 100-летняя годовщина первой Республики Армения                   |
| 2018 | |                                                                  |
| 2018 | | 100-летие Сардарапатского сражения                               |
| 2018 | |                                                                  |
| 2018 | | 2800-летие основания Еревана                                     |
| 2018 | |                                                                  |
| 2018 | | 25-летие национальной валюты                                     |
| 2018 | |                                                                  |

## Монеты из золота

### Серия «1700-летие принятия христианства в Армении»
Монеты серии массой 8,6 г и диаметром 22 мм отчеканены из золота 900-й пробы в качестве proof на Королевском монетном дворе Нидерландов. В рамках этой серии также было выпущено 4 серебряные монеты.
Аверс: герб и название государства, номинал и год выпуска.
Реверс: изображение исторического памятника и его название на армянском и английском языках, надпись «христианская Армения» на арм. ՔՐԻՍՏՈՆԵԱՅ ՀԱՅԱՍՏԱՆ и англ. CHRISTIAN ARMENIA, даты юбилея «301—2001» и число «1700», окантовка из точек.
Гурт гладкий с номером. Автор эскизов: Грачья Асланян. Тираж каждой монеты — 1700 шт.
| 1998 | | Церковь Святого Григория в Ани   |
| 1998 | Реверс: фрагмент церкви Св. Георгия, название города на арм. ԱՆԻ и англ. ANI Номинал: 10 000 драмов                |                                  |
| 1998 | | Эчмиадзинский кафедральный собор |
| 1998 | Реверс: собор, надпись «Св. Эчмиадзин» на арм. Ս. ԷՋՄԻԱԾԻՆ и англ. H. ETCHMIADZIN Номинал: 10 000 драмов           |                                  |
| 1999 | | Церковь Святого Креста (Ахтамар) |
| 1999 | Реверс: вид на остров Ахтамар с церковью, название острова на арм. ԱԽԹԱՄԱՐ и англ. AKHTAMAR Номинал: 50 000 драмов |                                  |

### Серия «Знаки Зодиака»
Монеты серии номиналом 10 000 драмов массой 8,6 г и диаметром 22,00 мм отчеканены из золота 900-й пробы в качестве UNC на Польском монетном дворе.
Аверс: герба и название государства на армянском и английском языках, номинал и год выпуска, кольцо из 12 символов знаков зодиака.
Реверс: на фоне стилизованного звёздного неба с вечерней зарёй — стилизованное изображение знака зодиака, его графический символ, название созвездия на латыни и русском языке.
Гурт рубчатый. Автор эскизов: Урсула Валежак. Тираж каждой монеты — до 10 000 штук.
| 2008 |  | Весы лат. Libra          |  | 2009 |                      | Овен лат. Aries |
| 2008 |  | Скорпион лат. Scorpio    |  | 2009 | Телец лат. Taurus    |                 |
| 2008 |  | Стрелец лат. Sagittarius |  | 2009 | Близнецы лат. Gemini |                 |
| 2008 |  | Козерог лат. Capricorn   |  | 2009 | Рак лат. Cancer      |                 |
| 2008 |  | Водолей лат. Aquarius    |  | 2009 | Лев лат. Leo         |                 |
| 2008 |  | Рыбы лат. Pisces         |  | 2009 | Дева лат. Virgo      |                 |

### Серия «Армянский алфавит»
Монеты серии номиналом 5000 драмов массой 3,89 г и диаметром 20 мм отчеканены из золота 999-й пробы в качестве bUNC и proof на Королевском монетном дворе Нидерландов. Аналогичные монеты выпускались также из серебра.
Аверс: герб и название государства на армянском и английском языках, проба металла, номинал и год выпуска.
Реверс: художественное изображение одной из заглавных букв, армянский алфавит.
Гурт рубчатый. Автор эскизов: Армен Кюркчян.
| Аверс                 |                       |                       | Ըը                    |                       |                       | Հհ                    |                       |                       | Ոո                    |  |  | Րր |  |
| —                     | —                     | 1500 bUNC + 200 proof | 1500 bUNC + 200 proof | 5000 bUNC + 200 proof | 5000 bUNC + 200 proof | 5000 bUNC + 200 proof | 5000 bUNC + 200 proof | 5000 bUNC + 200 proof | 5000 bUNC + 200 proof |  |  |    |  |
| Աա                    |                       | Թթ                    |                       | Ձձ                    |                       | Չչ                    |                       | Ցց                    |                       |  |  |    |  |
| 5000 bUNC + 200 proof | 5000 bUNC + 200 proof | 5000 bUNC + 200 proof | 5000 bUNC + 200 proof | 1500 bUNC + 200 proof | 1500 bUNC + 200 proof | 1500 bUNC + 200 proof | 1500 bUNC + 200 proof | 1500 bUNC + 200 proof | 1500 bUNC + 200 proof |  |  |    |  |
| Բբ                    |                       | Ժժ                    |                       | Ղղ                    |                       | Պպ                    |                       | Ուու                  |                       |  |  |    |  |
| 5000 bUNC + 200 proof | 5000 bUNC + 200 proof | 1500 bUNC + 200 proof | 1500 bUNC + 200 proof | 1500 bUNC + 200 proof | 1500 bUNC + 200 proof | 1500 bUNC + 200 proof | 1500 bUNC + 200 proof | 5000 bUNC + 200 proof | 5000 bUNC + 200 proof |  |  |    |  |
| Գգ                    |                       | Իի                    |                       | Ճճ                    |                       | Ջջ                    |                       | Փփ                    |                       |  |  |    |  |
| 5000 bUNC + 200 proof | 5000 bUNC + 200 proof | 5000 bUNC + 200 proof | 5000 bUNC + 200 proof | 1500 bUNC + 200 proof | 1500 bUNC + 200 proof | 1500 bUNC + 200 proof | 1500 bUNC + 200 proof | 1500 bUNC + 200 proof | 1500 bUNC + 200 proof |  |  |    |  |
| Դդ                    |                       | Լլ                    |                       | Մմ                    |                       | Ռռ                    |                       | Քք                    |                       |  |  |    |  |
| 1500 bUNC + 200 proof | 1500 bUNC + 200 proof | 5000 bUNC + 200 proof | 5000 bUNC + 200 proof | 5000 bUNC + 200 proof | 5000 bUNC + 200 proof | 5000 bUNC + 200 proof | 5000 bUNC + 200 proof | 1500 bUNC + 200 proof | 1500 bUNC + 200 proof |  |  |    |  |
| Եե                    |                       | Խխ                    |                       | Յյ                    |                       | Սս                    |                       | և                     |                       |  |  |    |  |
| 5000 bUNC + 200 proof | 5000 bUNC + 200 proof | 1500 bUNC + 200 proof | 1500 bUNC + 200 proof | 1500 bUNC + 200 proof | 1500 bUNC + 200 proof | 5000 bUNC + 200 proof | 5000 bUNC + 200 proof | 1500 bUNC + 200 proof | 1500 bUNC + 200 proof |  |  |    |  |
| Զզ                    |                       | Ծծ                    |                       | Նն                    |                       | Վվ                    |                       | Օօ                    |                       |  |  |    |  |
| 5000 bUNC + 200 proof | 5000 bUNC + 200 proof | 1500 bUNC + 200 proof | 1500 bUNC + 200 proof | 5000 bUNC + 200 proof | 5000 bUNC + 200 proof | 5000 bUNC + 200 proof | 5000 bUNC + 200 proof | 1500 bUNC + 200 proof | 1500 bUNC + 200 proof |  |  |    |  |
| Էէ                    |                       | Կկ                    |                       | Շշ                    |                       | Տտ                    |                       | Ֆֆ                    |                       |  |  |    |  |
| 5000 bUNC + 200 proof | 5000 bUNC + 200 proof | 5000 bUNC + 200 proof | 5000 bUNC + 200 proof | 5000 bUNC + 200 proof | 5000 bUNC + 200 proof | 5000 bUNC + 200 proof | 5000 bUNC + 200 proof | 1500 bUNC + 200 proof | 1500 bUNC + 200 proof |  |  |    |  |

### Серия «Ноев ковчег»
Золотые монеты серии «Ноев ковчег» отчеканены из золота 999-й пробы в качестве proof на монетном дворе «Leipziger Edelmetallverarbeitung» компании «Geiger Edelmetalle» (Германия).
Аверс: государственный герб, вес монеты, проба металла, номинал и год выпуска, знак монетного двора, уникальный номер монеты и общий тираж, по краю: название государства на арм. ՀԱՅԱՍՏԱՆԻ ՀԱՆՐԱՊԵՏՈՒԹՅՈՒՆ и англ. REPUBLIC OF ARMENIA.
Реверс: Ноев ковчег, голубь с оливковой ветвью в клюве и гора Арарат на фоне восхода солнца, по краю: надпись «Ноев ковчег» на арм. ՆՈՅՅԱՆ ՏԱՊԱՆ и англ. NOAH'S ARK.
Гурт рубчатый. Автор эскизов: Эдуард Кургинян.
| 2017 |  | Номинал: 100 драмов. Масса: 1.00 г. Диаметр: 13.90 мм. Тираж: 3000 шт.    |      | 2017 |                                                                           | Номинал: 25 000 драмов. Масса: 15.55 г. Диаметр: 25.20 мм. Тираж: 800 шт. |
| 2017 |  | Номинал: 10 000 драмов. Масса: 7.77 г. Диаметр: 20.00 мм. Тираж: 1000 шт. | 2017 |      | Номинал: 50 000 драмов. Масса: 31.10 г. Диаметр: 30.20 мм. Тираж: 500 шт. |                                                                           |

### Монеты 1997—2004
| 1997 | | Богиня Анаит                             |
| 1997 | Аверс: герб и название государства, номинал и год выпуска. Реверс: бюст богини и её имя на арм. ԱՆԱՀԻՏ и англ. ANAHIT. Гурт рубчатый. Автор эскизов: [уточнить]. Отчеканена на Королевском монетном дворе Нидерландов. Номинал: 25 000 драмов. Материал: золото-900. Качество: proof. Масса: 4,3 г. Диаметр: 18,00 мм. Тираж: 500 шт. |                                          |
| 1999 | | Тигран II Великий                        |
| 1999 | Аверс: стилизация под древнюю монету, герб и название государства, номинал и год выпуска. Реверс: портрет Тиграна Великого с древней монеты и его имя на арм. ՏԻԳՐԱՆ ՄԵԾ и англ. TIGRAN THE GREAT. Гурт гладкий с номером. Автор эскизов: [уточнить]. Отчеканена на Королевском монетном дворе Нидерландов. Номинал: 50 000 драмов. Материал: золото-900. Качество: proof. Масса: 8,6 г. Диаметр: 22,00 мм. Тираж: 500 шт.                                        |                                          |
| 1999 | | Высадка Ноя на Арарате                   |
| 1999 | Аверс: герб и название государства, номинал и год выпуска. Реверс: семейство Ноя и голубь с ветвью на фоне Арарата, надпись на арм. ՆՈՅԻ ՎԱՅՐԷՋՔԸ ԱՐԱՐԱՏԻՑ — «Высадка Ноя на Арарате», окантовка из точек. Гурт гладкий с номером. Автор эскизов: [уточнить]. Отчеканена на Королевском монетном дворе Нидерландов. Номинал: 100 000 драмов. Материал: золото-900. Качество: proof. Масса: 17,20 г. Диаметр: 30,00 мм. Тираж: 1000 шт.                            |                                          |
| 2002 | | 1600-летие армянского алфавита           |
| 2002 | Аверс: буквы армянского алфавита, название государства, номинал и год выпуска. Реверс: фрагмент статуи Месропа Маштоца на фоне Матенадарана, надпись «1600-летие армянского алфавита» на арм. ՀԱՅՈՑ ԳՐԵՐԻ ԳՅՈՒՏԻ 1600-ԱՄՅԱԿ и англ. 1600-TH ANNIVERSARY OF ARMENIAN ALPHABET. Гурт [уточнить]. Автор эскизов: [уточнить]. Отчеканена [уточнить]. Номинал: 10 000 драмов. Материал: золото-999. Качество: proof. Масса: 8,60 г. Диаметр: 22,00 мм. Тираж: 1000 шт. |                                          |
| 2002 | | 100 лет со дня рождения Арама Хачатуряна |
| 2002 | Аверс: Армянский академический театр оперы и балета имени А. А. Спендиарова, название государства, номинал и год выпуска. Реверс: портрет Хачатуряна на фоне нотного стана, его имя на арм. ԱՐԱՄ ԽԱՉԱՏՐՅԱՆ и англ. ARAM KHACHATRYAN, даты «1903—2003». Гурт рубчатый. Автор эскизов: [уточнить]. Отчеканена [уточнить]. Номинал: 10 000 драмов. Материал: золото-999. Качество: proof. Масса: 8,60 г. Диаметр: 22,00 мм. Тираж: 500 шт.                           |                                          |
| 2003 | | Тигран II Великий                        |
| 2003 | Аверс: герб и название государства, номинал и год выпуска на фоне стилизации под древнюю монету. Реверс: портрет Тиграна Великого с древней монеты. Гурт [уточнить]. Автор эскизов: [уточнить]. Отчеканена [уточнить]. Номинал: 1000 драмов. Материал: золото-585. Качество: bUNC. Масса: 15,55÷15,85 г. Диаметр: ~26 мм. Тираж: 500 шт. |                                          |
| 2004 | | 100 лет со дня рождения Аршиля Горки     |
| 2004 | Аверс: название банка-эмитента, номинал и год выпуска на фоне картины «Портрет художника и его матери». Реверс: портрет Аршиля Горки, его имя на арм. ԱՐՇԻԼ ԳՈՐԿԻ и англ. ARSHILE GORKY и годы жизни «1904—1948». Гурт [уточнить]. Автор эскизов: [уточнить]. Отчеканена [уточнить]. Номинал: 10 000 драмов. Материал: золото-999. Качество: proof. Масса: 8,60 г. Диаметр: 22,00 мм. Тираж: 1000 шт.                                                             |                                          |

### Монеты 2005—2006
| 2005 | | Вооружённые силы Армении                  |
| 2005 | Аверс: государственный герб, название банка-эмитента, номинал и год выпуска. Реверс: Орден Боевого Креста первой степени, эмблема Вооружённых сил Армении, надпись «Вооружённые силы Армении» на арм. ՀԱՅԱՍՏԱՆԻ ԶԻՆՎԱԾ ՈՒԺԵՐ и англ. ARMED FORCES OF ARMENIA. Гурт рубчатый. Автор эскизов: Арутюн Самуелян. Отчеканена на Королевском монетном дворе Нидерландов. Номинал: 50 000 драмов. Материал: золото-999. Качество: proof. Масса: 8,60 г. Диаметр: 22,00 мм. Тираж: 1000 шт. |                                           |
| 2005 | | 125 лет со дня рождения Мартироса Сарьяна |
| 2005 | Аверс: рисунок М. Сарьяна «Арарат» (1923), название банка-эмитента, номинал и год выпуска. Реверс: портрет художника, его имя на арм. ՄԱՐՏԻՐՈՍ ՍԱՐՅԱՆ и англ. MARTIROS SARIAN, годы жизни «1880—1972». Гурт [уточнить]. Автор эскизов: [уточнить]. Отчеканена [уточнить]. Номинал: 10 000 драмов. Материал: золото-999. Качество: proof. Масса: 8,60 г. Диаметр: 22,00 мм. Тираж: 1000 шт. |                                           |
| 2006 | | 125 лет со дня рождения Акопа Гюрджяна    |
| 2006 | Аверс: скульптура «Саломея» (1925—1926), название банка-эмитента, номинал и год выпуска. Реверс: портрет скульптора, его имя на арм. ՀԱԿՈԲ ԳՅՈՒՐՋՅԱՆ и англ. HAKOB GURJIAN, годы жизни «1881—1948». Гурт рубчатый. Автор эскизов: Эдуард Кургинян, Арутюн Самуелян. Отчеканена на Чешском монетном дворе. Номинал: 10 000 драмов. Материал: золото-999. Качество: proof. Масса: 8,60 г. Диаметр: 22,00 мм. Тираж: 1000 шт. |                                           |
| 2006 | | Комитас                                   |
| 2006 | Аверс: современные ноты и хазы, название банка-эмитента, номинал и год выпуска. Реверс: портрет композитора, его имя на арм. ԿՈՄԻՏԱՍ и англ. KOMITAS, годы жизни (1869—1935). Гурт рубчатый. Автор эскизов: Эдуард Кургинян. Отчеканена на Польском монетном дворе. Номинал: 10 000 драмов. Материал: золото-999. Качество: proof. Масса: 8,60 г. Диаметр: 22,00 мм. Тираж: 1000 шт. |                                           |
| 2006 | | XXXVII Шахматная олимпиада                |
| 2006 | Аверс: название государства, номинал и год выпуска, эмблема олимпиады и надпись на итал. OLIMPIADI degli Scacchi Torino 2006 — «Шахматная олимпиада Турин 2006». Реверс: государственный герб, надпись на арм. ՀԱՅԱՍՏԱՆԻ ՈՍԿԵ ԹԻՄ — «Золотая команда Армении», шахматные фигуры и фамилии шахматистов — А. Минасяна, Л. Ароняна, В. Акопяна, К. Асряна, Г. Саркисяна и С. Лпутяна. Гурт рубчатый. Автор эскизов: Эдуард Кургинян. Отчеканена на Чешском монетном дворе. Номинал: 10 000 драмов. Материал: золото-900. Качество: proof. Масса: 8,60 г. Диаметр: 22,00 мм. Тираж: 1000 шт. |                                           |

### Монеты 2007—2008
| 2007 | | Айк Наапет                              |
| 2007 | Аверс: созвездие Ориона, государственный герб, название название банка-эмитента, номинал и год выпуска. Реверс: статуя Айка в Ереване, его имя на арм. ՀԱՅԿ ՆԱՀԱՊԵՏ и англ. HAIK NAHAPET. Гурт рубчатый. Автор эскизов: Эдуард Кургинян, Арутюн Самуелян. Отчеканена на Чешском монетном дворе. Номинал: 5000 драмов. Материал: золото-900. Качество: UNC. Масса: 4,30 г. Диаметр: 18,00 мм. Тираж: 3000 шт. |                                         |
| 2007 | | 100 лет со дня рождения Жана Карзу      |
| 2007 | Аверс: литография Ж. Карзу «Ванк», название банка-эмитента, номинал и год выпуска. Реверс: портрет Жана Карзу и его имя на арм. ԺԱՆ ԳԱՌԶՈՒ. Гурт рубчатый. Автор эскизов: Арутюн Самуелян, Карен Коджоян. Отчеканена на Чешском монетном дворе. Номинал: 10 000 драмов. Материал: золото-900. Качество: proof. Масса: 8,60 г. Диаметр: 22,00 мм. Тираж: 1000 шт. |                                         |
| 2007 | | 15-летие Вооружённых сил Армении        |
| 2007 | Аверс: государственный герб, название банка-эмитента, номинал и год выпуска. Реверс': Орден Тиграна Великого, эмблема Вооружённых сил Армении, надпись на арм. ՀԱՅՈՑ ԲԱՆԱԿԻ ԿԱԶՄԱՎՈՐՄԱՆ 15-ԱՄՅԱԿ — «15-летие армянской армии». Гурт рубчатый. Автор эскизов: Арутюн Самуелян. Отчеканена на Польском монетном дворе. Номинал: 10 000 драмов. Материал: золото-900. Качество: proof. Масса: 8,60 г. Диаметр: 22,00 мм. Тираж: 1000 шт.                                                                                |                                         |
| 2007 | | 15-летие освобождения Шуши              |
| 2007 | Аверс: парящий орёл на фоне аревахача, название банка-эмитента, номинал и год выпуска. Реверс: медаль НКР «За освобождение Шуши», эмблема Вооружённых сил Армении, надпись на арм. ՇՈՒՇԻԻ ԱԶԱՏԱԳՐՄԱՆ 15-ԱՄՅԱԿ — «15-летие освобождения Шуши». Гурт рубчатый. Автор эскизов: Арутюн Самуелян. Отчеканена на Польском монетном дворе. Номинал: 10 000 драмов. Материал: золото-900. Качество: proof. Масса: 8,60 г. Диаметр: 22,00 мм. Тираж: 1000 шт.                                                                 |                                         |
| 2008 | | 100 лет со дня рождения Уильяма Сарояна |
| 2008 | Аверс: горный пейзаж, надпись на арм. Իմ սիրտը լեռներում է — «Моё сердце в горах», название банка-эмитента, номинал и год выпуска. Реверс: портрет Сарояна на фоне его имени (арм. ՎԻԼՅԱՄ ՍԱՐՈՅԱՆ) и годов жизни (1908—1981). Гурт рубчатый. Автор эскизов: Эдуард Кургинян. Отчеканена на Чешском монетном дворе. Номинал: 10 000 драмов. Материал: золото-900. Качество: UNC. Масса: 8,60 г. Диаметр: 22,00 мм. Тираж: 1000 шт.                                                                                    |                                         |
| 2008 | | 10-летие Кассационного суда Армении     |
| 2008 | Аверс: герб и название государства, номинал и год выпуска. Реверс: образ Фемиды, надпись на арм. ՎՃՌԱԲԵԿ ԴԱՏԱՐԱՆԻ 10-ամյակ — «10-летие Кассационного суда». Гурт рубчатый. Автор эскизов: Эдуард Кургинян. Отчеканена на Чешском монетном дворе. Номинал: 10 000 драмов. Материал: золото-900. Качество: UNC. Масса: 8,60 г. Диаметр: 22,00 мм. Тираж: 500 шт. |                                         |
| 2008 | | Армянские католикосы XX века            |
| 2008 | Аверс: герб и название государства на армянском и английском языках, номинал и год выпуска. Реверс: изображение Эчмиадзинского кафедрального собора, портреты католикосов, их имена и годы служения, надпись на арм. XX ԳԱՐԻ ՀԱՅՈՑ ԿԱԹՈՂԻԿՈՍՆԵՐ — «Армянские католикосы XX века», окантовка из крестов. Гурт [уточнить]. Автор эскизов: Арутюн Самуелян. Отчеканена на Польском монетном дворе. Номинал: 1 000 000 драмов. Материал: золото-999. Качество: proof. Масса: 1000,00 г. Диаметр: 90,00 мм. Тираж: 25 шт. |                                         |

### Монеты 2009—2011
| 2009 | | Св. Саркис                               |
| 2009 | Аверс: узор, название название банка-эмитента, номинал и год выпуска. Реверс: святой Саркис, надпись на арм. ՍՈՒՐԲ ՍԱՐԳԻՍ ԶՈՐԱՎԱՐ — «Полководец Святой Саркис». Гурт рубчатый. Автор эскизов: Карапет Абрамян. Отчеканена на Финском монетном дворе. Номинал: 5000 драмов. Материал: золото-900. Качество: UNC. Масса: 4,30 г. Диаметр: 18,00 мм. Тираж: 5000 шт. |                                          |
| 2009 | | 200 лет со дня рождения Хачатура Абовяна |
| 2009 | Аверс: надпись на арм. ՇՈՒՆՉԴ ՏՈՒՐ, ՀՈԳԻԴ, ԲԱՅՑ ՔՈ ՀԱՅՐԵՆԻՔ ՄԻ ՏՈՒՐ ԹՇՆԱՄՅԱՑ... — «Душу отдай, дух, но свою Родину врагу не отдавай…», подпись Х. Абовяна, название банка-эмитента, номинал и год выпуска. Реверс: портрет и имя Абовяна на арм. ԽԱՉԱՏՈՒՐ ԱԲՈՎՅԱՆ, надпись на арм. 200 ԱՄՅԱԿ — «200-летие». Гурт рубчатый. Автор эскизов: Карапет Абрамян. Отчеканена на Финском монетном дворе. Номинал: 10 000 драмов. Материал: золото-900. Качество: proof. Масса: 8,60 г. Диаметр: 22,00 мм. Тираж: 1000 шт. |                                          |
| 2010 | | 175 лет со дня рождения Раффи            |
| 2010 | Аверс: подпись Раффи и перо на фоне фрагмента его произведения, название банка-эмитента, номинал и год выпуска. Реверс: портрет Раффи, его имя (арм. ՐԱՖՖԻ) и годы жизни (1835—1888). Гурт рубчатый. Автор эскизов: Эдуард Кургинян. Отчеканена на Королевском монетном дворе Нидерландов. Номинал: 10 000 драмов. Материал: золото-900. Качество: proof. Масса: 8,60 г. Диаметр: 22,00 мм. Тираж: 1000 шт. |                                          |
| 2010 | | 125 лет со дня рождения Ваана Терьяна    |
| 2010 | Аверс: осенний пейзаж, название банка-эмитента, номинал и год выпуска. Реверс: портрет Ваана Терьяна, его имя на арм. ՎԱՀԱՆ ՏԵՐՅԱՆ и англ. VAHAN TERIAN и годы жизни (1885—1920). Гурт рубчатый. Автор эскизов: Эдуард Кургинян, Арутюн Самуелян. Отчеканена на Королевском монетном дворе Нидерландов. Номинал: 10 000 драмов. Материал: золото-900. Качество: proof. Масса: 8,60 г. Диаметр: 22,00 мм. Тираж: 1000 шт.                                                                                          |                                          |
| 2011 | | Гранат                                   |
| 2011 | Аверс: герб и название государства на армянском и английском языках, номинал и год выпуска. Реверс: плод граната, название растения на арм. ՆՈՒՌ и лат. PUNICA GRANATUM, орнамент из листьев и плодов. Гурт рубчатый. Автор эскизов: Эдуард Кургинян. Отчеканена на Польском монетном дворе. Номинал: 500 драмов. Материал: золото-999. Качество: proof. Масса: 1,24 г. Диаметр: 13,92 мм. Тираж: 5000 шт. |                                          |
| 2011 | | 125 лет со дня рождения Мисака Мецаренца |
| 2011 | Аверс: стилизованное изображение космоса и писчее перо, название банка-эмитента, номинал и год выпуска. Реверс: портрет Мецаренца, его имя (арм. ՄԻՍԱՔ ՄԵԾԱՐԵՆՑ) и годы жизни (1886—1908). Гурт рубчатый. Автор эскизов: Эдуард Кургинян. Отчеканена на Королевском монетном дворе Нидерландов. Номинал: 10 000 драмов. Материал: золото-900. Качество: proof. Масса: 8,60 г. Диаметр: 22,00 мм. Тираж: 1000 шт.                                                                                                  |                                          |
| 2011 | | 800 лет со дня рождения Тороса Рослина   |
| 2011 | Аверс: миниатюра из Евангелия, название банка-эмитента, номинал и год выпуска. Реверс: миниатюра из Евангелия, имя Тороса Рослина на арм. ԹՈՐՈՍ ՌՈՍԼԻՆ и англ. TOROS ROSLIN, число «800». Гурт рубчатый. Автор эскизов: Эдуард Кургинян. Отчеканена на Королевском монетном дворе Нидерландов. Номинал: 10 000 драмов. Материал: золото-900. Качество: proof. Масса: 8,60 г. Диаметр: 22,00 мм. Тираж: 1000 шт.                                                                                                   |                                          |
| 2011 | | 1050 лет Ани                             |
| 2011 | Аверс: барельеф с изображением пантеры на фоне панорамы Ани, название государства, номинал и год выпуска. Реверс: Анийский собор, надпись на арм. ԱՆԻ ՄԱՅՐԱՔԱՂԱՔ 1050 — «Столице Ани 1050», орнамент. Гурт гладкий. Автор эскизов: Эдуард Кургинян. Отчеканена на Королевском монетном дворе Нидерландов. Номинал: 1000 драмов. Материал: золото-585. Качество: bUNC. Масса: 15,60 г. Диаметр: 26,00 мм. Тираж: 1000 шт.                                                                                          |                                          |
| 2011 | | 2200 лет Арташату                        |
| 2011 | Аверс: бюст богини Тюхе, название государства, номинал и год выпуска. Реверс: стилизация под древнюю монету с изображением Ники, надпись на арм. ԱՐՏԱՇԱՏ ՄԱՅՐԱՔԱՂԱՔ 2200 — «Столице Арташату 2200», орнамент. Гурт гладкий. Автор эскизов: Эдуард Кургинян. Отчеканена на Королевском монетном дворе Нидерландов. Номинал: 1000 драмов. Материал: золото-585. Качество: bUNC. Масса: 15,60 г. Диаметр: 26,00 мм. Тираж: 1000 шт.                                                                                  |                                          |

### Монеты 2012—н/в
| 2012 | | 300 лет со дня рождения Саят-Новы            |
| 2012 | Аверс: кеманча, перо и книга на фоне граната, название банка-эмитента на армянском и английском языках, номинал и год выпуска. Реверс: портрет Саят-Новы, его имя (арм. ՍԱՅԱԹ-ՆՈՎԱ) и число «300». Гурт рубчатый. Автор эскизов: Тигран Чобанян. Отчеканена на Королевском монетном дворе Нидерландов. Номинал: 10 000 драмов. Материал: золото-900. Качество: proof. Масса: 8,60 г. Диаметр: 22,00 мм. Тираж: 1000 шт. |                                              |
| 2012 | | 20-летие Вооружённых сил Армении             |
| 2012 | Аверс: государственный герб, название банка-эмитента, номинал и год выпуска. Реверс: эмблема ВС Армении, орден Отечества, надпись на арм. ՀԱՅՈՑ ԲԱՆԱԿԻ ԿԱԶՄԱՎՈՐՄԱՆ 20-ԱՄՅԱԿ — «20-летие армянской армии». Гурт рубчатый. Автор эскизов: Арутюн Самуелян. Отчеканена на Королевском монетном дворе Нидерландов. Номинал: 10 000 драмов. Материал: золото-900. Качество: proof. Масса: 8,60 г. Диаметр: 22,00 мм. Тираж: 500 шт. |                                              |
| 2012 | | 20-летие освобождения Шуши                   |
| 2012 | Аверс: Собор Святого Христа Всеспасителя в Шуши на фоне аревахача, название банка-эмитента, номинал и год выпуска. Реверс: эмблема ВС Армении, Орден «Золотой орёл», надпись на арм. ՇՈՒՇԻԻ ԱԶԱՏԱԳՐՄԱՆ 20-ԱՄՅԱԿ — «20-летие освобождения Шуши». Гурт рубчатый. Автор эскизов: Арутюн Самуелян. Отчеканена на Королевском монетном дворе Нидерландов. Номинал: 10 000 драмов. Материал: золото-900. Качество: proof. Масса: 8,60 г. Диаметр: 22,00 мм. Тираж: 500 шт. |                                              |
| 2013 | | 125 лет со дня рождения Ваграма Папазяна     |
| 2013 | Аверс: театральные маски, название банка-эмитента, номинал и год выпуска. Реверс: портрет Папазяна, его имя (арм. ՎԱՀՐԱՄ ՓԱՓԱԶՅԱՆ) и годы жизни (1888—1968). Гурт рубчатый. Автор эскизов: Эдуард Кургинян. Отчеканена на Королевском монетном дворе Нидерландов. Номинал: 10 000 драмов. Материал: золото-900. Качество: proof. Масса: 8,60 г. Диаметр: 22,00 мм. Тираж: 1000 шт. |                                              |
| 2014 | | 100 лет со дня рождения Ованеса Шираза       |
| 2014 | Аверс: строки из стихотворения «Завещание» на фоне подписи Шираза и горы Арарат, название банка-эмитента, номинал и год выпуска. Реверс: портрет Шираза, его фамилия (арм. ՇԻՐԱԶ) и годы жизни (1914—1984). Гурт рубчатый. Автор эскизов: Эдуард Кургинян, Арутюн Самуелян. Отчеканена на Литовском монетном дворе. Номинал: 10 000 драмов. Материал: золото-900. Качество: proof. Масса: 8,60 г. Диаметр: 22,00 мм. Тираж: 500 шт. |                                              |
| 2016 | | 1625 лет со дня рождения Вардана Мамиконяна  |
| 2016 | Аверс: крест, меч, орнамент, название банка-эмитента, номинал и год выпуска. Реверс: фрагмент из гобелена Ханджяна «Вардананк» на фоне изображений фамильного герба Мамиконян, имя полководца (арм. ՎԱՐԴԱՆ ՄԱՄԻԿՈՆՅԱՆ) и годы жизни (391—461). Гурт рубчатый. Автор эскизов: Эдуард Кургинян. Отчеканена на Литовском монетном дворе. Номинал: 5000 драмов. Материал: золото-900. Качество: bUNC. Масса: 4,30 г. Диаметр: 18,00 мм. Тираж: 5000 шт. |                                              |
| 2016 | | Вардан Мамиконян                             |
| 2016 | Аверс: фрагмент из средневековой миниатюры "Аварайрская битва, название государства на англ. REPUBLIC OF ARMENIA и арм. ՀԱՅԱՍՏԱՆԻ ՀԱՆՐԱՊԵՏՈՒԹՅՈՒՆ, масса и проба металла, номинал и год выпуска. Реверс: фрагмент из гобелена Ханджяна «Вардананк», имя полководца на арм. ՎԱՐԴԱՆ ՄԱՄԻԿՈՆՅԱՆ и англ. VARDAN MAMIKONYAN. Гурт прерывисто-рубчатый с номером. Автор эскизов: Арам Урутян. Отчеканена на Польском монетном дворе. Номинал: 200 000 драмов. Материал: золото-999. Качество: proof. Масса: 100,0 г. Диаметр: 50,00 мм. Тираж: 100 шт.                                                |                                              |
| 2017 | | 200 лет со дня рождения Ивана Айвазовского   |
| 2017 | Аверс: фрагмент картины Айвазовского «Девятый вал», название банка-эмитента, номинал и год выпуска. Реверс: портрет Ивана Айвазовского, его имя на арм. ՀՈՎՀԱՆՆԵՍ ԱՅՎԱԶՈՎՍԿԻ и англ. HOVHANNES AIVAZOVSKY, годы жизни (1817—1900). Гурт рубчатый. Автор эскизов: Арутюн Самуэлян. Отчеканена на Литовском монетном дворе. Номинал: 10 000 драмов. Материал: золото-900. Качество: proof. Масса: 8,60 г. Диаметр: 22,00 мм. Тираж: 1000 шт. |                                              |
| 2017 | | 175 лет со дня рождения Александра Манташяна |
| 2017 | Аверс: монумент, символизирующий собирательный образ армянского благотворителя, надпись «БЛАГОДАРНОСТЬ» на арм. ԵՐԱԽՏԱՊԱՐՏՈՒԹՅՈՒՆ и англ. GRATITUDE, название государства на армянском и английском языках, номинал и год выпуска. Реверс: памятник Александру Манташяну в Ереванe и его подпись, имя на арм. ԱԼԵՔՍԱՆԴՐ ՄԱՆԹԱՇՅԱՆ и англ. ALEXANDER MANTASHIAN, годы жизни (1842—1911). Гурт рубчатый. Автор эскизов: Арутюн Самуэлян. Отчеканена на Литовском монетном дворе. Номинал: 10 000 драмов. Материал: золото-900. Качество: proof. Масса: 8,60 г. Диаметр: 22,00 мм. Тираж: 1000 шт. |                                              |
| 2017 | | 25-летие Вооружённых сил Армении             |
| 2017 | Аверс: государственный герб, название банка-эмитента, номинал и год выпуска. Реверс: Орден Святого Вардана Мамиконяна, герб Вооружённых сил Республики Армения, надпись «25-летие формирования армянской армии» на арм. ՀԱՅՈՑ ԲԱՆԱԿԻ ԿԱԶՄԱՎՈՐՄԱՆ 25-ԱՄՅԱԿ. Гурт рубчатый. Автор эскизов: Арутюн Самуэлян. Отчеканена на Литовском монетном дворе. Номинал: 10 000 драмов. Материал: золото-900. Качество: proof. Масса: 8,60 г. Диаметр: 22,00 мм. Тираж: 500 шт. |                                              |
| 2017 | | 25-летие освобождения Шуши                   |
| 2017 | Аверс: герб города Шуши, название банка-эмитента, номинал и год выпуска. Реверс: герб Республики Арцах и государственная награда «Орден Боевого Креста», надпись «25-летие освобождения Шуши» на арм. ՇՈՒՇԻԻ ԱԶԱՏԱԳՐՄԱՆ 25-ԱՄՅԱԿ. Гурт рубчатый. Авторы эскизов: Вардан Варданян и Лусине Лалаян. Отчеканена на Литовском монетном дворе. Номинал: 10 000 драмов. Материал: золото-900. Качество: proof. Масса: 8,60 г. Диаметр: 22,00 мм. Тираж: 500 шт. |                                              |